# 叱咤樂壇流行榜頒獎典禮
叱咤樂壇流行榜頒獎典禮是香港商業電台每年舉辦的香港流行音樂頒獎典禮，1989年（1988年度）創立，1996年（1995年度）起於每年度的翌年1月1日舉行。

## 簡介
颁奖礼前身为香港商業一台自1979年举办的中文歌曲擂台奖颁奖礼。自1988年商业电台改革，开办叱咤乐坛流行榜后，由叱咤樂壇流行榜頒獎典禮取而代之。頒獎禮初期的舉辦日子不定，通常於1月中旬舉行。第一屆（即1988年度叱咤樂壇流行榜頒獎典禮）在1989年1月16日舉行。及後由於電腦化統計播放率，故商台由1995年開始訂為每年元旦舉行，也是香港唯一一個舉辦日期固定的流行音樂頒獎禮。
頒獎禮大約頒發三、四十個獎項，除了「我最喜愛獎項」外，其他獎項歸屬则基於歌手派台歌在電台（起初為全港四個主要中文頻率，後期改為只統計叱咤903）的播放率，因歌曲播放次數公開且有跡可尋，被認為是香港樂壇頒獎禮中評選標準透明度最高的一個。頒獎典禮獎項並非到者有份，且奖项類別、数量大致固定，故歌手上台領獎的難度比其他頒獎禮大，不少歌手在表達得獎感言時都會真情流露或感動落淚。叱咤樂壇流行榜頒獎典禮也是近年香港唯一一個允許歌手唱畢整首得獎歌曲的樂壇頒獎典禮，其他頒獎禮只能安排歌手唱歌曲的一部份。
頒獎典禮歷年舉行場地包括香港體育館（1989年至1995年）、香港大球場（1997年、1998年）、香港會議展覽中心（1996年（舊翼）、1999年（新翼 Grand Hall）、2000年至2007年（新翼 Hall 3）、2010年至2018年（Hall 5BC））、亞洲國際博覽館Arena（2008年、2009年、2021年至2023年）、九龍灣國際展貿中心EMax匯星（2020年）；2019年則無固定場地。
2015年度至2019年度的頒獎典禮，商業電台邀請東華三院為頒獎典禮的指定受惠慈善機構，並推出慈善門票，所籌得之善款將用作支持該院發展教育、社會福利及青少年服務。
2019年12月4日，商台發聲明以安全理由取消頒獎禮：「多個月來，我們努力研究不同方案，希望能確保2020年1月1日頒獎禮當日所有參與者在場外場內之安全，抱歉至今仍未找到最妥善的方法，故只好無奈取消原定於灣仔會展舉行的頒獎禮，並改以其他形式頒發全數共43個叱咤獎項。」另提到「我最喜愛的男、女歌手和組合」獎項會如常於網上投票，「我最喜愛的歌曲」 改於網上進行投票。亦有傳跟抗爭歌《願榮光歸香港》成派台歌後，有5間唱片公司施壓採取杯葛行動，表明不派歌手出席頒獎禮有關，此亦為舉辦以來首次。

### 「專業推介」系列獎項
頒獎禮初期，獎項評選依據叱咤樂壇流行榜上榜歌曲成績，即香港電台第一台、香港電台第二台、商業一台、商業二台播放次數最多之中文歌曲，獎項更冠以「全港播放率最高」之名，其後則改為只統計商業二台歌曲播放率。為使聽眾清楚了解全年不同階段的歌曲走勢，商業二台自1990年起設立每3個月1次，共4個回合的「叱吒樂壇流行榜」結果公佈。1998年，大會曾有意以覆蓋全港三大電台的「雷霆歌曲播放指數」來統計賽果，但由於新城電台推出的「Powerpick」（購買節目時段播放歌曲）變相影響播放率引起極大爭議而作罷。
現時，該系列獎項以歌手派台歌成為本年度903專業推介上榜歌曲後，在榜單上的累積播放次數作為基準，若歌曲未上榜或已落榜，則播放次數不計算在內。
由于大部份奖项依据歌曲在叱咤903的播放率而评出，“透明度高”，乐迷可以自行根据播放率的民间统计数据而估算出大概得奖名单，但最后得奖名单都有少许分别。

### 「我最喜愛」系列獎項
第一屆叱咤樂壇流行榜頒獎典禮已有設立「叱咤樂壇我最喜愛的歌曲大獎」。由1996年開始增設的「我最喜愛的男歌手」、「我最喜愛的女歌手」、「我最喜愛的組合」，讓全港樂迷在頒獎典禮舉行前參與投票，選出他們心水的歌曲及歌手。投票期為每年11月至12月，而在頒獎典禮現場的觀眾亦可以參與一人一票的現場投票，作為該頒獎禮第二部份的獎項「我最喜愛獎項」的依據，大會更以即場唱票形式公佈結果。另外，在05年度的「我最喜愛獎項」，首次讓樂迷使用手機SMS投票，以電腦圖表表示每首入圍歌曲/各入圍歌手的票數。時至近年，公佈方式又由電腦圖表改為即場唱票。
近年的「我最喜愛」系列獎項投票安排如下：
- 我最喜愛的男歌手、女歌手、組合
  - 第一階段：於12月初舉行，樂迷可於曾於「903專業推介」上榜的男歌手、女歌手及組合中各投一票，決定各獎項的最後五強。
  - 第二階段：於12月中舉行，樂迷可從第一階段選出的最後五強男歌手、女歌手及組合各投一票，選出各獎項得主。
- 我最喜愛的歌曲大獎
  - 第一階段：於12月下旬舉行，每一個電話號碼可從所有曾於903專業推介上榜的歌曲中投一票，決定「我最喜愛的歌曲大獎」最後五強。
  - 第二階段：於頒獎典禮現場進行，現場觀眾能從「我最喜愛的歌曲大獎」最後五強歌曲中，以一人一票的形式，選出最高票數的一首歌曲成為得獎歌曲。

為了紀念頒獎典禮成立20週年，2007年度的頒獎典禮特別增設「叱咤樂壇我最最最最最最最最最最喜愛的歌曲大獎」，並由2000年的我最喜愛的歌曲大獎得主《K歌之王》奪得。

## 媒體直播、轉播
頒獎典禮每年會於商業電台叱咤903現場聲音直播。2009年度起商台更利用自家開發程式Hong Kong Toolbar進行網上及智能電話視像直播。2016年度起網上直播改為使用商業電台的YouTube平台，改善網絡擠塞問題。
電視播映權方面，頒獎禮前二十餘年均由香港無綫電視取得電視播映權。早期無綫電視會安排於1月其中一個星期日晚上以錄播形式播出，自從頒獎典禮改於每年1月1日舉行後，則改於即晚作延遲轉播（通常由10時半開始播放至凌晨2時左右），無綫電視翡翠台曾經在1996年度及1997年度全程現場直播，2008年度更於翡翠台及高清翡翠台兩台同步現場直播（共同點為此三屆頒獎典禮都是在下午舉行，鑑於舉行時間與電視台黃金時段沒產生衝突才被授權現場直播）。不過因為播放時間有限，無綫經常將部分獲獎者發表得獎感言及演唱片段作出刪剪，因而常常引起樂迷不滿。2010年度頒獎禮原本安排於無綫旗下頻道J2直播，因無綫電視與HKRIA版稅風波，無綫與商台商討後，以“未有足夠時間剪輯成一個賞心悅目的頒獎禮精華版本並在當晚黃金時段播出”為由終止轉播。此後，無綫電視亦沒有轉播2012年度、2014年度、2015年度頒獎禮。由於商台並無將轉播權交予其他電視台，故此四年的叱咤頒獎禮均沒有在電視上播映，樂迷只能通過商台網站或程式收看網上直播，但觀眾有機會因網絡擠塞問題而影響播放流暢度。2016年度起，頒獎禮電視播映權由ViuTV接手，當年以“不加插廣告，無間斷直播”作為賣點。2017年度起，ViuTV改為「現場轉播」，中途加插廣告但不刪走內容，變成延遲播出所以不能稱之為直播。2019年度，商業電台於2019年12月4日以參與者在場內及場外安全不穩定為理由取消2020年1月1日的叱咤頒獎禮，並改為以其他形式頒發各個獎項，當晚轉播由商業電台預先錄影及製作的節目。

## 争议
- 2018年度颁奖礼中，我最喜愛男歌手由古天樂獲得，該年他力壓其餘四強：陳奕迅、張敬軒、陳柏宇、周國賢等在樂壇耕耘多年的歌手或音樂人。该年度他只有一首跟謝安琪合唱歌曲《(一個男人) 一個女人 和浴室》上榜，沒有自己獨唱歌曲各大頒獎禮上榜。而頒獎後演唱的《男朋友》更是10多年前的歌曲，不是該年的歌曲，引發連串質疑和爭議，其中填词人向雪怀更形容此举“如宣布美国篮球员迈克·乔丹赢了足球名将梅西获选‘全球最欢迎足球先生’”一样。[13]
- 2023年度颁奖礼中，尹光以79歲高齡首次晉身《叱咤我最喜愛男歌手》最後五強，為香港粵語樂壇創造紀錄，亦是他出道五十多年來首次從廟街走上大台的音樂頒獎禮。「尹光入圍現象」一度引起網上熱議，有說樂迷佩服尹光一把年紀仍不斷作出新嘗試，推出融合AI元素的新曲《Dear Myself》，另說有樂迷只因不滿Mirror 成員表現及鏡粉「玩爛」頒獎禮，所以網上投票擁躍支持他以實力派抗衡偶像派，最終成功推送他入五強。[14][15][16]
- 2024年度頒獎禮中，陳卓賢獲得「叱咤樂壇男歌手金獎」、「叱咤樂壇唱作人金獎」及「叱咤樂壇至尊唱片大獎」，馮允謙則獲得「叱咤樂壇男歌手銀獎」及「叱咤樂壇唱作人銀獎」。然而根據網民自行統計的全年播放率（Airplay）數據顯示，馮允謙的播放次數為485次，而陳卓賢的播放次數為412次，得獎結果與統計結果預期不符。[17]張敬軒亦坦言賽前以為馮允謙數據上有把握奪金。[18]由於這三個獎項以全年播放率作為評選標準，賽果引起網民質疑公信力。翌日，商業電台主持森美在電台節目中聲稱由於某屆「featuring」歌曲計法引發不滿，電台會根據歌手「在歌曲中的個人演唱時長」來計算播放率。[19][20][21][22]

## 歷屆頒獎典禮資料
| 年度      | 主題                                         | 地點                                                                                             | 美術設計 |
| --------- | -------------------------------------------- | ------------------------------------------------------------------------------------------------ | --- |
| 1988-1993 |                                              | 香港體育館                                                                                       | |
| 1994      | 叱咤新傳統 95之尊 作者為大                   | 香港體育館（1994年度叱咤樂壇演創會）                                                             | |
| 1995      | 正視音樂 尊重原創                            | 香港會議展覽中心舊翼                                                                             | |
| 1996      | 犧牲小我 完成大我                            | 香港大球場                                                                                       | |
| 1997      | 叱咤十週年 音樂飛馳中 十年一瞬間             | 香港大球場（叱咤樂壇流行榜10周年頒獎典禮） 香港會議展覽中心新翼 Hall 3（叱咤樂壇10周年文藝晚會） | |
| 1998      | 雷霆殿堂 叱咤新國度                          | 香港會議展覽中心新翼 Grand Hall                                                                  | |
| 1999      | 樂壇第一志願 由零零開始                      | 香港會議展覽中心新翼 Hall 3                                                                      | |
| 2000      | 流行示威 愛音樂 請舉手                       | 香港會議展覽中心新翼 Hall 3                                                                      | 美術設計以黑、白、紅色作基調，眾人齊擺出吶喊手勢。 |
| 2001      | 人人英雄 一一起舞                            | 香港會議展覽中心新翼 Hall 3                                                                      | 由女模特兒手握著"Hero"的燈牌。 |
| 2002      | 03年一月一日一口氣 遊樂場上的最後勝利        | 香港會議展覽中心新翼 Hall 3                                                                      | 摩天輪為主體的遊樂場“Ultimate Wonderland”。 |
| 2003      | 叱咤旗艦店 騷哥利 我買你                     | 香港會議展覽中心新翼 Hall 3                                                                      | 由数字“0101”组成的“叱咤旗舰店”。 |
| 2004      | 台下小星星 台上大光明                        | 香港會議展覽中心新翼 Hall 3                                                                      | 拿著神仙棒的小仙子，寓意台上的歌手發熱發亮，音樂像魔法般照亮著台下的樂迷。 |
| 2005      | 正在叱咤                                     | 香港會議展覽中心新翼 Hall 3                                                                      | 珍珠寶石組成的白色叱咤火。 |
| 2006      | ABCD 一點即光 樂壇亮燈由你主持               | 香港會議展覽中心新翼 Hall 3                                                                      | 寫上「ABCDE2006」的霓虹燈牌。 |
| 2007      | 音樂飛馳中 十年一瞬間 又一個叱咤十年回歸紀念 | 亞洲國際博覽館Arena                                                                              | 收音機和樂器組成的機器人。 |
| 2008      | 自己鬥自己                                   | 亞洲國際博覽館Arena                                                                              | 能喷射出叱咤火的小屋“自己斗室 ”。 |
| 2009      | 叱咤強                                       | 香港會議展覽中心（Hall 5BC）                                                                     | 以多邊形砌成「叱咤強」造型。 |
| 2010      | 樂搞叱咤                                     | 香港會議展覽中心（Hall 5BC）                                                                     | 身上被彩色顏料塗滿的人，寓意恶搞人气话题。 |
| 2011      | 一個人的比賽 好戲在後台                      | 香港會議展覽中心（Hall 5BC）                                                                     | 後台布景板，喻意把舞台背後的每一個喜悅時刻分享，同時歌頌樂壇一眾幕後功臣所貢獻的一切。 |
| 2012      | 土炮起來                                     | 香港會議展覽中心（Hall 5BC）                                                                     | 富香港特色的長衫和紅白藍火箭，喻意對本土特色創作的支持。 |
| 2013      | 叱咤一把火 跨越1/4世紀                       | 香港會議展覽中心（Hall 5BC）                                                                     | 一位小孩用吹泡棒吹出一大團紅色火焰，紀念叱咤頒獎禮二十五週年。 |
| 2014      | 唱開去，毛管戙萬歲                           | 香港會議展覽中心（Hall 5BC）                                                                     | 以一個全身披著黑色毛髮的人為核心，象徵音樂讓人感動從而達到毛管直豎（毛管戙）的效果。 |
| 2015      | 任我叱咤                                     | 香港會議展覽中心（Hall 5BC）                                                                     | 以街頭音樂表演為題，帶出音樂無分貴賤的信息，擁有任何身份都可以是歌手，身處任何地方都可以是舞台。 |
| 2016      | 忘我不忘本                                   | 香港會議展覽中心（Hall 5BC）                                                                     | 在水泥上露出的「叱咤」二字的鋼筋，喻意歌手進入忘我狀態，演繹每一首流行曲，而不忘歌曲本質。 |
| 2017      | 叱咤卅 為明日回憶                            | 香港會議展覽中心（Hall 5BC）                                                                     | 由歷年叱咤頒獎禮主題組成的移動城堡，紀念叱咤頒獎禮三十週年。 |
| 2018      | 我們的歌托邦                                 | 香港會議展覽中心（Hall 5BC）                                                                     | 海报仿傚公共屋邨的遊樂設施展示「叱咤」二字，舞台设计以香港大街小巷招牌、路牌形式展示音乐人、歌名及歌词。 |
| 2019      | 學樂樂學                                     | （商台取消頒獎禮，並改以其他形式頒發獎項）                                                       | 以金色和薄荷綠色為主調的校徽，並以柔和光線襯托，校徽刻上各種圖案如捧著打開的書本，奔跑中的兔子，神氣的男生和微笑的女生，藉以宣揚音樂帶來的樂趣。                                                                   |
| 2020      | 一切從音樂再開始                             | 九龍灣國際展貿中心EMax匯星                                                                       | 一輛叱咤火炬形狀的飛船在火星中準備起飛，帶領大家再次踏上奇妙的音樂之旅，寓意誠邀大家一同登上飛船、重新向未知的將來出發。                                                                                           |
| 2021      | 啦啦啦啦 即刻青春                            | 亞洲國際博覽館Arena                                                                              | 美術主題以紫色塗鴉為主調，並以多個以叱咤火炬標誌演變而成的吉祥物作海報設計，寓意只要熱血，就會青春。 |
| 2022      | 流行 定流行                                  | 亞洲國際博覽館Arena                                                                              | 一輛叱咤次文化日本暴走卡車在行駛，寓意流行從來沒有公式，劃分主流和非主流的界線只會愈來愈模糊。 |
| 2023      | 多謝你唱我                                   | 亞洲國際博覽館Arena                                                                              | 以一大片樹木森林為設計主題。每棵樹都有屬於自己的故事，每首歌都蘊含著無盡的情感；帶出樂迷多謝歌手把自己的心聲唱出，歌手亦多謝樂迷把自己的作品傳頌至遠方。                                                           |
| 2024      | 我在狂歌亂舞                                 | 亞洲國際博覽館Arena                                                                              | 以色彩斑斕的風向儀，不斷瘋狂舞動為設計主題。無論何時何地，每個人的腦袋都可以來一場狂歌亂舞。憑住對音樂的熱情及科技的幫助下，人人都可以嘗試創作唔同形式嘅音樂作品。一齊投入音樂人的靈感空間，在音樂世界中狂歌亂舞。 |

## 歷屆頒獎禮花絮
- 每年由各DJ悉心安排及演出叱咤頒獎禮各部份的表演，通常會安排知名的DJ和一些嘉賓在台上大講棟篤笑形式的口才秀，例如軟硬天師、黃子華也表演過好幾年。通常這些口才秀會以揶揄各歌手、唱片公司，甚至是諷刺時弊為主題。近年主要由林海峰擔任口才秀的工作；若該年林海峰須角逐獎項，則改由森美負責表演。
- 自第一屆的頒獎禮起，每年均由商台董事兼總經理（後晉升至副主席）俞琤上台，花約十分鐘的時間，發表她對該年樂壇的意見和語重心長的話語。但是她在2000年度叱咤頒獎禮（2001年元旦舉行）發表言論時，在場竟然有一把聲音向她喊道「收皮啦！」，並清晰地透過大氣電波廣播。傳聞對於該神秘的聲音是誰意見不一，受嫌疑的包括該電台的DJ陳嘉熙和茜利妹（鄭敏妮），但亦有報導指是不慎收錄了頒獎禮現場某觀眾的聲音。在2005至2007年度叱咤頒獎禮上，俞琤上台後僅頒發了我最喜愛的男、女歌手、組合等獎項，並無發言。

## 十大獎項紀錄
| 十大獎項紀錄                           | 十大獎項紀錄                                                                                              | 十大獎項紀錄 | 十大獎項紀錄                                                   | 十大獎項紀錄                | 十大獎項紀錄              | 十大獎項紀錄                    | 十大獎項紀錄                      | 十大獎項紀錄 | 十大獎項紀錄                                                                             | 十大獎項紀錄                                                                                |
| 獎項                                   | 獲獎次數最多                                                                                              | 連續獲獎最長 | 年資最短                                                       | 最年輕                      | 年資最長                  | 最年長                          | 相隔最久重奪                      | 以組合 / 合唱身分奪獎                                                                                                  | 以最少上榜歌曲奪獎                                                                       | 缺席的得獎者                                                                                |
| -------------------------------------- | --- | --- | -------------------------------------------------------------- | --------------------------- | ------------------------- | ------------------------------- | --------------------------------- | --- | ---------------------------------------------------------------------------------------- | ------------------------------------------------------------------------------------------- |
| 叱咤樂壇男歌手金獎                     | 陳奕迅（10次） 2001、2002、2005－2007、2009－2013                                                         | 張學友、 陳奕迅 （5次） 張：1991－1995 陳：2009－2013                                                           | 方大同、 林家謙 （第4年） 方：2008 林：2022                    | 方大同（25歲） 2008         | 李克勤（第32年） 2017     | 李克勤（50歲） 2017             | 許志安（相隔3年） 2000、2003      | － | 張敬軒（4首） 2018、2019                                                                 | 張國榮、 張敬軒 （1次） 張國榮：1989 張敬軒：2019                                           |
| 叱咤樂壇我最喜愛的男歌手（1996年至今） | 陳奕迅（9次） 2005－2013                                                                                  | 陳奕迅（9次） 2005－2013                                                                                        | 吳業坤（第1年） 2015                                           | 姜 濤（21歲） 2020          | 古天樂（第19年） 2018     | 古天樂（48歲） 2018             | 張敬軒（相隔9年） 2014、2023      | － | 古天樂（0.5首） 2018                                                                     | 黎 明、 張學友、 周國賢 （1次） 黎：1999 張：2001 周：2019                                  |
| 叱咤樂壇女歌手金獎                     | 容祖兒（11次） 2003、2005年、2007－2013、2015、2016                                                       | 容祖兒（7次） 2007－2013                                                                                        | 張惠妹（第2年） 1998                                           | 容祖兒（23歲） 2003         | 楊千嬅（第19年） 2014     | 謝安琪（42歲） 2019             | 楊千嬅（相隔10年） 2004、2014     | － | 楊千嬅、 AGA（3首） 楊：2014 A：2020                                                     | 梅艷芳、 王 菲、 張惠妹 （1次） 梅：1989 王：1996 張：1998                                  |
| 叱咤樂壇我最喜愛的女歌手（1996年至今） | 楊千嬅（8次） 2002、2005－2007、2009－2012                                                                | 楊千嬅（4次） 2009－2012                                                                                        | 謝安琪（第4年） 2008                                           | 容祖兒（23歲） 2003         | 鄭秀文（第35年） 2024     | 鄭秀文（52歲） 2024             | 鄭秀文（相隔23年） 2001、2024     | － | 林二汶（1首） 2020                                                                       | 楊千嬅（1次） 2011                                                                          |
| 叱咤樂壇組合金獎                       | 草 蜢 （6次） 1990－1995                                                                                  | 草 蜢（6次） 1990－1995                                                                                         | Shine（第1年） 2002                                            | 黃又南 @ Shine（19歲） 2002 | Dear Jane（第19年） 2024  | 翁厚樑 @ Dear Jane（46歲） 2024 | C AllStar（相隔5年） 2016、2021   | － | Dear Jane （2首） 2024                                                                   | －                                                                                          |
| 叱咤樂壇我最喜愛的組合（1996年至今）   | Beyond（5次） 1996－2000                                                                                  | Beyond（5次） 1996－2000                                                                                        | Twins（第1年） 2001                                            | 蔡卓妍@Twins（19歲） 2001   | 軟硬天師（第18年） 2006   | 葛民輝 @ 軟硬天師（40歲） 2006  | RubberBand （相隔9年） 2010、2019 | － | Beyond（1首） 2000                                                                       | －                                                                                          |
| 叱咤樂壇至尊歌曲大獎                   | 陳奕迅 （7次） 2000、2005、2009、2012、2013、2015、2016                                                   | 陳奕迅 （2次） 2012－2013、2015－2016                                                                           | RubberBand（第3年） 2010                                       | 王 菲（23歲） 1992          | 葉德嫻（第36年） 2004     | 葉德嫻（57歲） 2004             | 張敬軒（相隔16年） 2007、2023     | 達明一派、 許志安及葉德嫻 （1次） RubberBand（2次） 達：1996 許葉：2004 R：2010、2021                                  | 葉德嫻 （0.5首） 2004                                                                    | 張學友、 陳奕迅、 鄭秀文 （1次） 張：2001 陳：2015 鄭：2019                                 |
| 叱咤樂壇我最喜愛的歌曲大獎             | 張學友、 陳奕迅、 姜濤 （5次） 張：1991－1993、1995、1996 陳：1999、2000、2005、2010、2013 姜：2020－2024 | 姜濤 （5次） 2020－2024                                                                                         | 周杰倫 、 黃德斌、 吳業坤 （第1年） 周：2001 黃：2012 吳：2015 | 姜 濤（21歲） 2020          | 葉德嫻（第46年） 2014     | 葉德嫻（67歲） 2014             | 張敬軒（相隔11年） 2007、2018     | 蔣志光及韋綺姍、 Mr. 、 林保怡及陳 豪及黃德斌、 群 星、 ToNick（1次） 蔣韋：1990 M：2009 林陳黃：2012 群：2014 T：2017 | 葉德嫻 （0.125首） 2014                                                                  | －                                                                                          |
| 叱咤樂壇至尊唱片大獎                   | 陳奕迅 （9次） 1998、1999、2001、2002、2005、2007、2009、2010、2013                                       | 張學友、 陳奕迅、 麥浚龍及謝安琪 （2次） 張：1991－1992 陳：1998－1999、2001－2002、2009－2010 麥謝：2018－2019 | 陳奕迅（第3年） 1998                                           | 陳奕迅（24歲） 1998         | 張敬軒（第20年） 張：2021 | 謝安琪（42歲） 2019             | 謝安琪 （相隔10年） 2008、2018    | RubberBand、 麥浚龍及謝安琪（2次） Dear Jane（1次） R：2012、2014 麥謝：2018、2019 D：2020                             | 麥浚龍、 Dear Jane （3首） 麥：2018、2019 D：2020                                        | 張國榮（1次） 1989                                                                          |
| 叱咤樂壇唱作人金獎（1995年至今）       | 王菀之 （4次） 2007年、2009年、2010年、2014年                                                             | 林家謙（3次） 2021－2023                                                                                        | 林海峰（第1年） 1997                                           | 謝霆鋒（20歲） 2000         | 林海峰（第20年） 2016     | 林海峰（49歲） 2016             | 林海峰 （相隔19年） 1997、2016    | － | 張學友、 張敬軒、 周柏豪 、 AGA （3首） 張學友：2004 張敬軒：2006 周柏豪：2013 AGA：2020 | 劉德華 （2次）、 王 菲、 張學友 、 周杰倫 （1次） 王：1996 劉：1998－1999 周：2003 張：2004 |

- 由於2019年度沒有實體頒獎典禮，因此於該年度若得獎者本人沒有出席頒獎錄影節目均視作缺席論

### 叱咤樂壇歌手三甲紀錄
- 獲頒發叱咤樂壇男歌手獎次數最多的歌手：陳奕迅（16次，1999年－2003年、2005年－2015年）
- 獲頒發叱咤樂壇女歌手獎次數最多的歌手：容祖兒（17次，2000年－2016年）
- 獲頒發叱咤樂壇組合獎次數最多的組合：Beyond（11次，1988年－1992年、1994年－1999年）
- 最長連續獲頒發叱咤樂壇男歌手獎的歌手：陳奕迅（11次，2005年－2015年）
- 最長連續獲頒發叱咤樂壇女歌手獎的歌手：容祖兒（17次，2000年－2016年）
- 最長連續獲頒發叱咤樂壇組合獎的組合：Twins（7次，2001年－2007年）、Dear Jane（7次，2018年－2024年）
- 最年輕的叱咤樂壇男歌手得主：謝霆鋒（1999年，19歲，該年獲得銅獎）
- 最年長的叱咤樂壇男歌手得主：李克勤（2017年，50歲，該年獲得金獎）
- 最年輕的叱咤樂壇女歌手得主：容祖兒（2000年，20歲，該年獲得銅獎）
- 最年長的叱咤樂壇女歌手得主：謝安琪（2020年，43歲，該年獲得銅獎）
- 相隔最長時間再奪得叱咤樂壇男歌手得主：李克勤（12年；2005年：叱咤樂壇男歌手銅獎、2017年：叱咤樂壇男歌手金獎）
- 相隔最長時間再奪得叱咤樂壇女歌手得主：衛蘭（11年；2006年：叱咤樂壇女歌手銅獎、2017年：叱咤樂壇女歌手金獎）
- 以香港電影金像獎影后身份獲頒發叱咤樂壇女歌手金獎得主：梅艷芳（1989年）、楊千嬅（2014年）
- 於1990年代、2000年代、2010年代均獲頒發叱咤樂壇男歌手獎的男歌手：
  - 陳奕迅（16次，1999年－2003年、2005年－2015年）
  - 古巨基（7次，1997年、2004年－2008年、2010年）
  - 許志安（7次，1999年 - 2004年、2014年）

- 於1990年代、2000年代、2010年代均獲頒發叱咤樂壇女歌手獎的女歌手：
  - 楊千嬅（9次，1998年－2000年、2002年－2005年、2010年、2014年）

- 出道年資最淺的叱咤樂壇男歌手得主：
  - 黎　明（1991年，1990年出道，第2年，該年獲得銅獎）
  - 側　田（2006年，2005年出道，第2年，該年獲得銅獎）
  - 林家謙（2020年，2019年出道，第2年，該年獲得銅獎）
  - MC張天賦（2022年，2021年出道，第2年，該年獲得銅獎）

- 出道年資最淺的叱咤樂壇女歌手得主：
  - 王　菲（1990年，1989年出道，第2年，該年獲得銅獎）
  - 李蕙敏（1995年，1994年脫離組合身份以個人身份出道，第2年，該年獲得銅獎）
  - 陳慧琳（1996年，1995年出道，第2年，該年獲得銅獎）
  - 張惠妹（1998年，1997年出道，第2年，該年獲得金獎）
  - 容祖兒（2000年，1999年出道，第2年，該年獲得銅獎）
  - 何韻詩（2002年，2001年出道，第2年，該年獲得銅獎）
  - 衛　蘭（2006年，2005年出道，第2年，該年獲得銅獎）

- 出道年資最淺的叱咤樂壇組合得主：
  - 風火海（1994年，1994年出道，第1年，該年獲得生力軍金獎及組合銅獎）
  - Zen（1995年，1995年出道，第1年，該年獲得生力軍金獎及組合銅獎）
  - Twins（2001年，2001年出道，第1年，該年獲得生力軍金獎，組合銀獎及我最喜愛組合奬）
  - Shine（2002年，2002年出道，第1年，該年獲得生力軍金獎及組合金獎）
  - at17（2002年，2002年出道，第1年，該年獲得生力軍銀獎及組合銀獎）
  - F.I.R（2004年，2004年出道，第1年，該年獲得生力軍金獎及組合銅獎）
  - Soler（2005年，2005年出道，第1年，該年獲得生力軍金獎及組合銅獎）
  - COLLAR （2022年，2022年出道，第1年，該年獲得生力軍金獎及組合銅獎）

- 出道年資最長的叱咤樂壇男歌手得主：
  - 李克勤（2017年，1986年出道，第32年，該年獲得金獎）

- 出道年資最長的叱咤樂壇女歌手得主：
  - 楊千嬅（2014年，1996年出道，第19年，該年獲得金獎）

- 出道年資最長的叱咤樂壇組合得主：
  - Dear Jane（2024年，2005年出道，第19年，該年獲得金獎）

### 至尊歌曲大獎紀錄
- 包辦所有叱咤樂壇至尊歌曲大獎幕後大獎的歌手：
  - 張洪量（1990年，你知道我在等你嗎？）
  - 方大同（2011年，好不容易）
  - RubberBand（2021年，Ciao）
- 以國語歌曲奪得叱咤樂壇至尊歌曲大獎的歌手：
  - 張洪量（1990年，你知道我在等你嗎？）
  - 方大同（2011年，好不容易）
- 首奪十大即為至尊歌（1995年設立十大起計）：
  - 黃耀明（1995年，春光乍洩）
  - 達明一派（1996年，每日一禁果）
  - 蘇永康（1998年，越吻越傷心）
  - 張國榮（1999年，左右手）
  - 葉德嫻（2004年，美中不足）
  - 張敬軒（2007年，酷愛）
  - 莫文蔚（2020年，呼吸有害）

### 叱咤十大紀錄（由1994年增設起計算）
- 於1990年代、2000年代、2010年代獲頒發叱咤十大的男歌手：
  - 陳奕迅（18首；1998年：天下無雙（第七位）；1999年：幸福摩天輪（第八位）；2000年：K歌之王（至尊歌曲）；2001年：Shall We Talk（第六位）；2002年：人來人往（第二位）；2003年：十面埋伏（第三位）；2005年：夕陽無限好（至尊歌曲）；2006年：富士山下（第二位）；2007年：Crying In The Party（第二位）；2008年：路…一直都在（第七位）；2009年：七百年後（至尊歌曲）；2010年：陀飛輪（第五位）；2011年：六月飛霜（第三位）；2012年：重口味（至尊歌曲）；2013年：任我行（至尊歌曲）；2015年：無條件（至尊歌曲）；2016年：四季（至尊歌曲）；2018年：可一可再(以Eason and the Duo Band身份)（第四位））
  - 許志安（13.5首；1998年：愛妳（第十位）；2000年：半天假（第三位）、會過去的（與車婉婉合唱）（第八位）；2001年：爛泥（第三位）；2002年：女人之苦（第三位）；2003年：一步一生（第十位）；2004年：美中不足（featuring 葉德嫻）（至尊歌曲）；2006年：大愛（第八位）；2007年：前程錦繡（第六位）；2010年：忘了．忘不了（第九位）；2012年：睡火山（第二位）；2013年：情人甲（第二位）；2014年：流淚行勝利道（至尊歌曲）；2016年：非安全地帶（第六位））
  - 古巨基（12首；1995年：其實我…我…我（第五位）；1998年：有你一天（第六位）；1999年：羅馬假期（第三位）；2003年：必殺技（第二位）；2004年：大雄（第六位）；2005年：天才與白痴（第二位）；2006年：愛得太遲（至尊歌曲）；2007年：愛回家（第四位）；2008年：下次再見（第三位）；2009年：地球很危險（第五位）；2010年：時代（第八位）；2012年：戀無可戀（第九位））
- 於1990年代、2000年代、2010年代獲頒發叱咤十大的女歌手：
  - 楊千嬅（10首；1999年：抬起我的頭來（第四位）；2000年：少女的祈禱（第七位）；2001年：姊妹（第二位）；2004年：小城大事（第二位）；2005年：烈女（第六位）；2008年：撈月亮的人（第九位）；2009年：原來過得很快樂（第六位）；2010年：我係我（第十位）；2014年：好不容易遇見愛（第五位）；2015年：最好的債（第三位））
  - 鄭秀文（3首；1995年：捨不得你（第六位）；2001年：終身美麗（第九位）；2019年：我們都是這樣長大的（至尊歌曲））
- 於1990年代、2000年代、2010年代、2020年代獲頒發叱咤十大的女歌手：
  - 容祖兒（14.5首；2002年：爭氣（第四位）；2003年：我的驕傲（第七位）；2004年：一拍兩散（第九位）；2006年：華麗邂逅（第三位）；2007年：愛一個上一課（第七位）；2008年：跑步機上（第四位）；2010年：桃色冒險（第四位）；2011年：牆紙（第五位）；2013年：天窗（第七位）；2014年：樂觀（第四位）；2015年：世界真細小（與李克勤合唱）（第二位）、黃昏點唱機（第八位）；2016年：無人知道雙子座（第八位）；2018年：心之科學（至尊歌曲）；2024年：九秒九（第三位））
- 於2000年代、2010年代、2020年代獲頒發叱咤十大的男歌手：
  - 張敬軒（9首；2007年：酷愛（至尊歌曲）；2008年：櫻花樹下（第五位）；2009年：Yes & No（第四位）；2014年：青春常駐（第二位）；2015年：找對的人（第四位）；2016年：羅賓（第二位）；2018年：天才兒童1985（第五位）；2021年：俏郎君（第三位）；2023年：隱形遊樂場（至尊歌曲））
  - 陳柏宇（3首；2009年：你瞞我瞞（第三位）；2018年：認真如初（第九位）；2020年：感情這回事（第八位））
- 於2000年代、2010年代、2020年代獲頒發叱咤十大的女歌手：
  - 謝安琪（7.5首；2006年：愁人節（第十位）；2008年：囍帖街（至尊歌曲）；2009年：年度之歌（第八位）；2010年：脆弱（第三位）；2014年：獨家村（第六位）；2015年：羅生門（與麥浚龍合唱）（第六位）；2018年：一個女人和浴室（第二位）；2022年：憶年（第五位））
  - 鄭融（3首；2006年：紅綠燈（第六位）；2013年：非凡人生（第十位）；2021年：多喝水（第四位））
- 於2000年代、2010年代、2020年代獲頒發叱咤十大的組合：
  - RubberBand（6.5首；2009年：阿波羅（第二位）；2010年：SimpleLoveSong（至尊歌曲）；2015年：挾持（第七位）；2016年：終於好天氣（與方皓玟合唱）（第七位）；2018年：未來見（第三位）；2021年：Ciao（至尊歌曲）；2023年：不如散步（第四位））

- 獲頒發叱咤十大次數最多的男歌手：
  - 陳奕迅（18首；1998年：天下無雙（第七位）；1999年：幸福摩天輪（第八位）；2000年：K歌之王（至尊歌曲）；2001年：Shall We Talk（第六位）；2002年：人來人往（第二位）；2003年：十面埋伏（第三位）；2005年：夕陽無限好（至尊歌曲）；2006年：富士山下（第二位）；2007年：Crying In The Party（第二位）；2008年：路…一直都在（第七位）；2009年：七百年後（至尊歌曲）；2010年：陀飛輪（第五位）；2011年：六月飛霜（第三位）；2012年：重口味（至尊歌曲）；2013年：任我行（至尊歌曲）；2015年：無條件（至尊歌曲）；2016年：四季（至尊歌曲）；2018年：可一可再(以Eason and the Duo Band身份)（第四位））

- 獲頒發叱咤十大次數最多的女歌手：
  - 容祖兒（14.5首；2002年：爭氣（第四位）；2003年：我的驕傲（第七位）；2004年：一拍兩散（第九位）；2006年：華麗邂逅（第三位）；2007年：愛一個上一課（第七位）；2008年：跑步機上（第四位）；2010年：桃色冒險（第四位）；2011年：牆紙（第五位）；2013年：天窗（第七位）；2014年：樂觀（第四位）；2015年：世界真細小（與李克勤合唱）（第二位）、黃昏點唱機（第八位）；2016年：無人知道雙子座（第八位）；2018年：心之科學（至尊歌曲））；2024年：九秒九（第三位）

- 以生力軍身份獲頒發叱咤十大的歌手：
  - 薛凱琪（2004年，奇洛李維斯回信（第七位））
  - Kimberley（2012年，愛你（第七位））

- 連續兩年以同一唱片的兩首派台歌曲奪得叱咤十大的歌手：
  - 容祖兒
    - （《Close Up》；2006年：華麗邂逅（第三位）；2007年：愛一個上一課（第七位））
    - （《J-POP (專輯)》；2015年：黃昏點唱機（Feat.林海峰)（第八位）；2016年：無人知道雙子座（第八位））

  - 楊千嬅
    - （《如果大家都擁有海》；2014年：好不容易遇見愛（第五位）；2015年：最好的債（第三位））

  - AGA
    - （《Luna》；2017年：3AM（第六位）；2018年：無期（第七位））

- 連續兩年以同一唱片的「連續兩首派台歌曲」奪得叱咤十大的歌手：楊千嬅（《如果大家都擁有海》；2014年：好不容易遇見愛（第五位）；2015年：最好的債（第三位））
- 最年輕的叱咤十大男歌手得主：謝霆鋒（1999年，19歲，該年獲獎歌曲：非走不可（第十位））
- 最年輕的叱咤十大女歌手得主：Kimberley（2012年，18歲，該年獲獎歌曲：愛你（第七位）））、黃淑蔓（2019年，18歲，該年獲獎歌曲：Dream My Dreams（第四位））、炎明熹（2023年，18歲，該年獲獎歌曲：Little Magic（第十位））
- 最年長的叱咤十大男歌手得主：林海峰（2019年，52歲，該年獲獎歌曲：努力奮鬥加油（第五位））
- 最年長的叱咤十大女歌手得主：莫文蔚（2020年，50歲，該年獲獎歌曲：呼吸有害（至尊歌曲））

- 以非冠軍歌奪得叱咤十大：
  - 除非...是你（劉德華主唱，1995年，第八位）
  - 愛妳（許志安主唱，1998年，第十位）
  - 努力奮鬥加油（林海峰主唱，2019年，第五位）

- 同樣歌曲名字之兩首不同歌曲先後獲頒發叱咤十大：
  - 我們都是這樣長大的 （林欣彤主唱，2015年，第九位）
  - 我們都是這樣長大的 （鄭秀文主唱，2019年，至尊歌曲）

- 在同一年有多於一首歌獲獎的歌手（十大設於1995年、1998年至今）
  - 2000年：許志安：半天假（第三位）、會過去的（與車婉婉合唱）（第八位）
  - 2003年：李克勤：我不會唱歌（第六位）、愛一個人（與陳慧琳合唱）（第四位）
  - 2004年：黃耀明：翡翠劇場（第五位）、寂寞的人有福了（以達明一派身份）（第十位）
  - 2005年
    - 古巨基：天才與白痴（第二位）、男子組（林海峰 Feat.古巨基，蘇永康，梁漢文，鄭中基）（第三位）
    - 鄭中基：無賴（第八位）、男子組（林海峰 Feat.古巨基，蘇永康，梁漢文，鄭中基）（第三位）

  - 2015年：容祖兒：黃昏點唱機（Feat.林海峰）（第八位）、世界真細小（與李克勤合唱）（第二位）
  - 2021年
    - 柳應廷：狂人日記（第六位）、BOSS（以MIRROR身份）（第二位）
    - 盧瀚霆：Megahit（第九位）、BOSS（以MIRROR身份）（第二位）

- 相隔最長時間再奪得叱咤十大得主：鄭秀文（18年，2001年、2019年）

### 我最喜愛的歌曲獎項紀錄
- 以國語歌曲奪得叱咤樂壇我最喜愛的歌曲大獎的歌手：
  - 周倫（2001年，開不了口）
  - 胡夏（2011年，那些年）
- 以非冠軍歌奪得叱咤樂壇我最喜愛的歌曲大獎：
  - Mr.（2009年，如果我是陳奕迅）
  - 林保怡、陳豪、黃德斌（2012年，年少無知）
  - 群星（2014年，撐起雨傘）
  - 吳業坤（2015年，原來她不夠愛我）
  - 方皓玟 （2019年，人話）
  - 姜濤 （2020年，蒙著嘴說愛你、2024年，好得太過份）

### 至尊唱片大獎（前身為大碟IFPI大獎）紀錄
- 最多上榜歌曲奪得叱咤樂壇大碟IFPI大獎：張學友《真情流露》（8首，1992年）

上榜歌曲：相思風雨中、愛得比你深、暗戀你、分手總要在雨天、明日世界終結時、偷閒加油站、真情流露、Honey B

### 唱作人獎項紀錄（由1995年增設起計算）
- 獲頒發叱咤樂壇唱作人獎項次數最多的歌手：王菀之（10次，2005年－2011年、2014年－2015年、2017年；2005年、2006年：銅獎；2007年：金獎；2008年：銀獎；2009年、2010年：金獎；2011年：銅獎；2014年：金獎；2015年、2017年：銀獎）
- 最長連續奪得唱作人獎項的歌手：王菀之（7次，2005年－2011年）
- 同年度奪得男歌手金獎及唱作人金獎的歌手：
  - 方大同（2008年）
  - 林家謙（2022年、2023年）
  - 陳卓賢（2024年）
- 同年度奪得女歌手金獎及唱作人金獎的歌手：
  - 王　菲（1996年）
  - AGA江海迦（2020年）

### 生力軍紀錄
- 最年輕的叱咤樂壇生力軍金獎得主：G.E.M.（2008年，17歲，生力軍女歌手金獎）
- 最年輕的叱咤樂壇生力軍得主：黃淑蔓（2015年，14歲，生力軍銅獎）、繆昀希（XiX）（2023年，14歲，生力軍組合銀獎）
- 最少上榜歌曲的叱咤樂壇生力軍得主：張燊悅（2001年，1首，生力軍女歌手銅獎）、臨記（2001年，1首，生力軍組合銀獎）、KOLOR（2007年，1首，生力軍組合銅獎）、徐浩（2008年，1首，生力軍男歌手銅獎）、方珈悠（2008年，1首，生力軍女歌手銅獎）、林奕匡（2010年，1首，生力軍銅獎）、黃淑蔓（2015年，1首，生力軍銅獎）、R.O.O.T（2020年，1首，生力軍銀獎）、炎明熹（2021年，1首，生力軍女歌手銀獎）、姚焯菲（2021年，1首，生力軍女歌手銅獎）、葉振弘（2023年，1首，生力軍男歌手銅獎）、XiX（2023年，1首，生力軍組合銀獎）、N9（2023年，1首，生力軍組合銅獎）
- 同一音樂人以不同身份獲得生力軍獎
  - 蔡一傑（1988年以草蜢身份獲生力軍銀獎，2003年以個人身份獲生力軍男歌手銅獎）
  - 李蕙敏（1989年以Echo身份獲生力軍組合金獎，1994年以個人身份獲生力軍女歌手銀獎）
  - 張智霖（1991年以張智霖、許秋怡身份獲生力軍組合金獎，1992年以個人身份獲生力軍男歌手銀獎）
  - 許秋怡（1991年以張智霖、許秋怡身份獲生力軍組合金獎，1993年以個人身份獲生力軍女歌手銅獎）
  - 林海峰（1991年以軟硬天師身份獲生力軍組合銅獎，1997年以個人身份獲生力軍男歌手金獎）
  - 陳小春（1994年以風火海身份獲生力軍組合金獎，1997年以個人身份獲生力軍男歌手銅獎）
  - 蘇浩才（2001年以臨記身份獲生力軍組合銀獎，2007年以Kolor身份獲生力軍組合銅獎）
  - 吳雨霏（2002年以Cookies身份獲生力軍組合銅獎，2004年以Ping Pung獲生力軍組合銀獎）
  - 邱彥筒（2022年以COLLAR身份獲生力軍組合金獎，2023年以個人身份獲生力軍女歌手金獎）
  - 葉振弘（2021年以P1X3L身份獲生力軍組合銅獎，2023年以個人身份獲生力軍男歌手銅獎）
  - 李芯駖（2022年以COLLAR身份獲生力軍組合金獎，2024年以個人身份獲生力軍女歌手銅獎）
  - 黃健怡（2023年以Beanies身份獲生力軍組合金獎，2024年以個人身份獲生力軍女歌手銀獎）
- 首度以組合或個人身份獲得生力軍獎項前，已在較早年份在叱咤頒獎禮獲獎：
  - 劉以達（1992年以劉以達與夢身份獲生力軍組合金獎，此前已以達明一派身份在1988-1989年獲組合金獎，及在1990年獲組合銅獎）
  - 雷頌德（1996年以Dry身份獲生力軍組合金獎，此前在1995年已獲得叱咤樂壇作曲大獎及至尊唱片大獎（監製））
  - 林家謙（2019年獲生力軍金獎，此前在2018年已獲得叱咤樂壇至尊歌曲大獎（作曲人））
  - 呂爵安（2021年獲生力軍男歌手銀獎，此前在2020年已以MIRROR身份獲叱咤十大及組合銅獎）
  - 李駿傑（2022年獲生力軍男歌手金獎，此前已以MIRROR身份在2020年獲叱咤十大及組合銅獎，及在2021年獲叱咤十大、組合銀獎及我最喜愛的組合大獎）
  - 邱彥筒（2023年獲生力軍女歌手金獎，此前已以COLLAR身份在2022年獲叱咤組合銅獎）
  - 李芯駖（2024年獲生力軍女歌手銅獎，此前已以COLLAR身份在2022年獲叱咤組合銅獎）

### 幕後大獎紀錄
- 最長連續獲頒發叱咤樂壇作曲人大獎的作曲人：雷頌德（6次，1995年－2000年）
- 最長連續獲頒發叱咤樂壇填詞人大獎的填詞人：林　夕（9次，1995年－2003年）
- 最長連續獲頒發叱咤樂壇編曲人大獎的編曲人：馮翰銘（3次，2015年－2017年）
- 最長連續獲頒發叱咤樂壇監製大獎的監製：雷頌德（8次，2003年－2010年）

### 其他紀錄
- 最年輕叱咤獎項得主：黃淑蔓（14歲，2015年）、繆昀希@XiX（14歲，2023年）
- 最年長叱咤獎項得主：葉德嫻（67歲，2014年）
- 最少累積派台歌曲奪得叱咤獎項得主（計合唱歌）（由第一首派台歌曲當天至第一次獲獎當天）：黃德斌（0.333首，2012年）
- 最少累積派台歌曲奪得叱咤獎項得主（由第一首派台歌曲當天至第一次獲獎當天）：黃淑蔓（1首，2015年）
- 相隔最長時間再奪得叱咤獎項得主：莫文蔚（21年，2000年、2021年）
- 以香港電影金像獎影后身份獲頒發叱咤樂壇我最喜愛的女歌手得主：鄭秀文（2024年）

- 同年奪叱咤樂壇男、女歌手、組合金獎及叱咤樂壇我最喜愛的男、女歌手、組合：
  - Beyond（1996年－1999年）
  - 黎　明（1997年）
  - 王　菲（1997年）
  - 鄭秀文（2001年）
  - 楊千嬅（2002年）
  - 容祖兒（2003年）
  - Twins（2003年、2004年）
  - 古巨基（2004年）
  - 陳奕迅（2005年－2007年、2009年－2013年）
  - 軟硬天師（2006年）
  - 農　夫 （2007年、2008年）
  - C AllStar （2011年、2013年）
  - Supper Moment （2015年、2017年）
  - 謝安琪（2018年）
  - 鄭欣宜（2021年、2022年）
  - MIRROR（2022年）
  - 陳　蕾（2023年）
- 同年奪叱咤樂壇至尊歌曲大獎及叱咤樂壇我最喜愛的歌曲大獎：
  - 葉蒨文（1988年）
  - 張學友（1991年）
  - 黎　明（1994年）
  - 蘇永康（1998年）
  - 陳奕迅（2000年、2005年、2013年）
  - 盧巧音（2002年）
  - 古巨基（2006年）
  - 張敬軒（2007年）
  - 謝安琪（2008年）
- 同年奪叱咤樂壇男、女歌手、組合金獎、叱咤樂壇至尊歌曲大獎及叱咤樂壇至尊唱片大獎：
  - 葉蒨文（1988年）
  - 張學友（1991年）
  - 陳奕迅（2005年、2009年、2013年）
  - 林家謙（2022年）
- 同年奪叱咤樂壇男、女歌手金獎、叱咤樂壇至尊唱片大獎及叱咤樂壇唱作人金獎：
  - 陳卓賢（2024年）
- 同年奪叱咤樂壇男、女歌手金獎及叱咤樂壇至尊歌曲大獎、叱咤樂壇至尊唱片大獎及叱咤樂壇唱作人金獎：
  - 林家謙（2022年）
- 同年奪得叱咤樂壇男、女歌手金獎及叱咤樂壇作曲人大獎：
  - 倫永亮（1990年）
  - 方大同（2008年）
  - 林家謙（2023年）
- 同年奪得叱咤樂壇男、女歌手金獎、叱咤樂壇唱作人金獎及叱咤樂壇作曲人大獎：
  - 方大同（2008年）
  - 林家謙（2023年）
- 同年奪叱咤樂壇我最喜愛的男、女歌手、組合及叱咤樂壇我最喜愛的歌曲大獎：
  - 張學友（1996年）
  - 黎　明（1997年）
  - 古巨基（2004年）
  - 陳奕迅（2005年、2010年、2013年）
  - 謝安琪（2008年）
  - 吳業坤（2015年）
  - 鄭欣宜（2016年）
  - 方皓玟（2019年）
  - 姜　濤（2020年、2021年、2024年）
- 連續兩年同時奪我最喜愛的男歌手及我最喜愛的歌曲大獎：
  - 姜　濤（2020年、2021年）
- 同時奪我最喜愛的男、女歌手、我最喜愛的歌曲大獎及我最喜愛組合：
  - 姜　濤（以MIRROR身分奪我最喜愛的組合）（2021年、2024年）
- 同年奪叱咤樂壇男、女歌手、組合金獎及叱咤樂壇至尊歌曲大獎及叱咤樂壇我最喜愛的歌曲大獎及叱咤樂壇至尊唱片大獎：
  - 葉蒨文 （1988年）
  - 張學友（1991年）
  - 陳奕迅（2005年、2013年）
- 同年奪叱咤樂壇男、女歌手、組合金獎及叱咤樂壇我最喜愛的男、女歌手、組合及叱咤樂壇至尊歌曲大獎及叱咤樂壇我最喜愛的歌曲大獎及叱咤樂壇至尊唱片大獎：
  - 陳奕迅（2005年、2013年）
- 奪叱咤樂壇男、女歌手、組合金獎及叱咤樂壇我最喜愛的男、女歌手、組合（1996年起）及叱咤樂壇至尊歌曲大獎及叱咤樂壇我最喜愛的歌曲大獎及叱咤樂壇至尊唱片大獎累積最多：
  - 陳奕迅（10+9+7+5+9=40）

## 歷屆頒獎禮獎項名單
- 叱咤樂壇男歌手金獎（屬專業推介系列，由DJ播放次數多寡決定；得獎者為全年903專業推介播放率最高之男歌手）
- 叱咤樂壇女歌手金獎（屬專業推介系列，由DJ播放次數多寡決定；得獎者為全年903專業推介播放率最高之女歌手）
- 叱咤樂壇組合金獎（屬專業推介系列，由DJ播放次數多寡決定；得獎者為全年903專業推介播放率最高之組合歌手）
- 叱咤樂壇我最喜愛的男歌手（屬我最喜愛系列，由已登記官方會員資格的叱咤樂迷投票決定；得獎者為終回票選最高票數之男歌手）
- 叱咤樂壇我最喜愛的女歌手（屬我最喜愛系列，由已登記官方會員資格的叱咤樂迷投票決定；得獎者為終回票選最高票數之女歌手）
- 叱咤樂壇我最喜愛的組合（屬我最喜愛系列，由已登記官方會員資格的叱咤樂迷投票決定；得獎者為終回票選最高票數之組合歌手）
- 叱咤樂壇至尊歌曲大獎（屬專業推介系列，由DJ播放次數多寡決定；得獎歌曲為全年903專業推介播放率最高之上榜歌曲）
- 叱咤樂壇我最喜愛的歌曲大獎（屬我最喜愛系列，由頒獎禮當晚現場觀眾投票決定；得獎歌曲為終回票選最高票數之歌曲）
- 叱咤樂壇至尊唱片大獎（屬專業推介系列，由DJ播放次數多寡決定；得獎唱片為全年903專業推介播放率最高之唱片）
- 叱咤樂壇唱作人金獎（屬專業推介系列，由DJ播放次數多寡決定；得獎者為全年903專業推介播放率最高之唱作人。只要歌手在以自己名義發表的作品中參與作曲或作詞，即獲唱作人候選資格，因應商台推動本地創作，所以在1995年增設該獎項）

### 叱咤大滿貫
同時獲頒上述5大獎項的歌手被譽爲「大滿貫」。首位達成「大滿貫」歌手為張學友，而謝安琪則是歷年來首位達成的女歌手。
| 順序 | 歌手   | 至尊唱片大獎 （前稱大碟IFPI大獎） | 至尊歌曲大獎 | 我最喜愛的歌曲 | 男/女歌手/組合金獎 | 我最喜愛的男/女歌手/組合 | 備註                     |
| ---- | ------ | --------------------------------- | ------------ | -------------- | ------------------ | ------------------------ | ------------------------ |
| 1    | 張學友 | 1991                              | 1991         | 1991           | 1991               | 1996                     | 唱作人金獎（2004）       |
| 2    | 黎 明  | 1996                              | 1994         | 1994           | 1996               | 1997                     |                          |
| 3    | 陳奕迅 | 1998                              | 2000         | 1999           | 2001               | 2005                     |                          |
| 4    | 古巨基 | 2006                              | 2006         | 2003           | 2004               | 2004                     | 生力軍男歌手金獎（1994） |
| 5    | 謝安琪 | 2008                              | 2008         | 2008           | 2018               | 2008                     |                          |
| 6    | 張敬軒 | 2021                              | 2007         | 2007           | 2015               | 2014                     | 唱作人金獎（2006）       |

### 叱咤樂壇男女歌手組合金獎、叱咤樂壇我最喜愛的男女歌手組合、叱咤樂壇唱作人金獎
| 年份 | 得獎者             | 得獎者                   | 得獎者             | 得獎者                   | 得獎者           | 得獎者                 | 得獎者             |
| 年份 | 男歌手             | 男歌手                   | 女歌手             | 女歌手                   | 組合             | 組合                   | 唱作人             |
| 年份 | 叱咤樂壇男歌手金獎 | 叱咤樂壇我最喜愛的男歌手 | 叱咤樂壇女歌手金獎 | 叱咤樂壇我最喜愛的女歌手 | 叱咤樂壇組合金獎 | 叱咤樂壇我最喜愛的組合 | 叱咤樂壇唱作人金獎 |
| ---- | ------------------ | ------------------------ | ------------------ | ------------------------ | ---------------- | ---------------------- | ------------------ |
| 1988 | 張國榮             | 不適用                   | 葉蒨文             | 不適用                   | 達明一派         | 不適用                 | 不適用             |
| 1989 | 張國榮             | 不適用                   | 梅艷芳             | 不適用                   | 達明一派         | 不適用                 | 不適用             |
| 1990 | 倫永亮             | 不適用                   | 林憶蓮             | 不適用                   | 草 蜢            | 不適用                 | 不適用             |
| 1991 | 張學友             | 不適用                   | 林憶蓮             | 不適用                   | 草 蜢            | 不適用                 | 不適用             |
| 1992 | 張學友             | 不適用                   | 林憶蓮             | 不適用                   | 草 蜢            | 不適用                 | 不適用             |
| 1993 | 張學友             | 不適用                   | 王 菲              | 不適用                   | 草 蜢            | 不適用                 | 不適用             |
| 1994 | 張學友             | 不適用                   | 王 菲              | 不適用                   | 草 蜢            | 不適用                 | 不適用             |
| 1995 | 張學友             | 不適用                   | 彭 羚              | 不適用                   | 草 蜢            | 不適用                 | 周華健             |
| 1996 | 黎 明              | 張學友                   | 王 菲              | 鄭秀文                   | Beyond           | Beyond                 | 王 菲              |
| 1997 | 黎 明              | 黎 明                    | 王 菲              | 王 菲                    | Beyond           | Beyond                 | 林海峰             |
| 1998 | 郭富城             | 黎 明                    | 張惠妹             | 王 菲                    | Beyond           | Beyond                 | 劉德華             |
| 1999 | 許志安             | 黎 明                    | 陳慧琳             | 王 菲                    | Beyond           | Beyond                 | 劉德華             |
| 2000 | 許志安             | 張學友                   | 楊千嬅             | 鄭秀文                   | LMF              | Beyond                 | 謝霆鋒             |
| 2001 | 陳奕迅             | 張學友                   | 鄭秀文             | 鄭秀文                   | Swing            | Twins                  | 黃貫中             |
| 2002 | 陳奕迅             | 許志安                   | 楊千嬅             | 楊千嬅                   | Shine            | Twins                  | 黃貫中             |
| 2003 | 許志安             | 李克勤                   | 容祖兒             | 容祖兒                   | Twins            | Twins                  | 周杰倫             |
| 2004 | 古巨基             | 古巨基                   | 楊千嬅             | 容祖兒                   | Twins            | Twins                  | 張學友             |
| 2005 | 陳奕迅             | 陳奕迅                   | 容祖兒             | 楊千嬅                   | Twins            | at17                   | 周國賢             |
| 2006 | 陳奕迅             | 陳奕迅                   | 何韻詩             | 楊千嬅                   | 軟硬天師         | 軟硬天師               | 張敬軒             |
| 2007 | 陳奕迅             | 陳奕迅                   | 容祖兒             | 楊千嬅                   | 農 夫            | 農 夫                  | 王菀之             |
| 2008 | 方大同             | 陳奕迅                   | 容祖兒             | 謝安琪                   | 農 夫            | 農 夫                  | 方大同             |
| 2009 | 陳奕迅             | 陳奕迅                   | 容祖兒             | 楊千嬅                   | RubberBand       | Mr.                    | 王菀之             |
| 2010 | 陳奕迅             | 陳奕迅                   | 容祖兒             | 楊千嬅                   | 農 夫            | RubberBand             | 王菀之             |
| 2011 | 陳奕迅             | 陳奕迅                   | 容祖兒             | 楊千嬅                   | C AllStar        | C AllStar              | 方大同             |
| 2012 | 陳奕迅             | 陳奕迅                   | 容祖兒             | 楊千嬅                   | RubberBand       | C AllStar              | 方大同             |
| 2013 | 陳奕迅             | 陳奕迅                   | 容祖兒             | 何韻詩                   | C AllStar        | C AllStar              | 周柏豪             |
| 2014 | 周柏豪             | 張敬軒                   | 楊千嬅             | 謝安琪                   | RubberBand       | C AllStar              | 王菀之             |
| 2015 | 張敬軒             | 吳業坤                   | 容祖兒             | 謝安琪                   | Supper Moment    | Supper Moment          | 林奕匡             |
| 2016 | 張敬軒             | 吳業坤                   | 容祖兒             | 鄭欣宜                   | C AllStar        | Supper Moment          | 林海峰             |
| 2017 | 李克勤             | 陳柏宇                   | 衛 蘭              | 方皓玟                   | Supper Moment    | Supper Moment          | 林奕匡             |
| 2018 | 張敬軒             | 古天樂                   | 謝安琪             | 謝安琪                   | RubberBand       | Supper Moment          | 林奕匡             |
| 2019 | 張敬軒             | 周國賢                   | 謝安琪             | 方皓玟                   | Dear Jane        | RubberBand             | 陳健安             |
| 2020 | 許廷鏗             | 姜 濤                    | AGA                | 林二汶                   | Dear Jane        | RubberBand             | AGA                |
| 2021 | 張敬軒             | 姜 濤                    | 鄭欣宜             | 鄭欣宜                   | C AllStar        | MIRROR                 | 林家謙             |
| 2022 | 林家謙             | 盧瀚霆                   | 鄭欣宜             | 鄭欣宜                   | MIRROR           | MIRROR                 | 林家謙             |
| 2023 | 林家謙             | 張敬軒                   | 陳 蕾              | 陳 蕾                    | Dear Jane        | MIRROR                 | 林家謙             |
| 2024 | 陳卓賢             | 姜 濤                    | Gin Lee            | 鄭秀文                   | Dear Jane        | MIRROR                 | 陳卓賢             |

### 叱咤樂壇男歌手三甲
- 叱咤903全年903專業推介播放率最高的三位男歌手

| 年份 | 得獎歌手 | 得獎歌手 | 得獎歌手 |
| 年份 | 金獎     | 銀獎     | 銅獎     |
| ---- | -------- | -------- | -------- |
| 1988 | 張國榮   | 譚詠麟   | 陳百強   |
| 1989 | 張國榮   | 譚詠麟   | 陳百強   |
| 1990 | 倫永亮   | 譚詠麟   | 林子祥   |
| 1991 | 張學友   | 劉德華   | 黎 明    |
| 1992 | 張學友   | 劉德華   | 黎 明    |
| 1993 | 張學友   | 劉德華   | 黎 明    |
| 1994 | 張學友   | 劉德華   | 黎 明    |
| 1995 | 張學友   | 郭富城   | 周華健   |
| 1996 | 黎 明    | 郭富城   | 張學友   |
| 1997 | 黎 明    | 古巨基   | 張學友   |
| 1998 | 郭富城   | 黎 明    | 劉德華   |
| 1999 | 許志安   | 陳奕迅   | 謝霆鋒   |
| 2000 | 許志安   | 陳奕迅   | 謝霆鋒   |
| 2001 | 陳奕迅   | 許志安   | 謝霆鋒   |
| 2002 | 陳奕迅   | 許志安   | 陳小春   |
| 2003 | 許志安   | 梁漢文   | 陳奕迅   |
| 2004 | 古巨基   | 許志安   | 梁漢文   |
| 2005 | 陳奕迅   | 古巨基   | 李克勤   |
| 2006 | 陳奕迅   | 古巨基   | 側 田    |
| 2007 | 陳奕迅   | 古巨基   | 張敬軒   |
| 2008 | 方大同   | 古巨基   | 陳奕迅   |
| 2009 | 陳奕迅   | 張敬軒   | 方大同   |
| 2010 | 陳奕迅   | 張敬軒   | 古巨基   |
| 2011 | 陳奕迅   | 方大同   | 周柏豪   |
| 2012 | 陳奕迅   | 方大同   | 周國賢   |
| 2013 | 陳奕迅   | 周柏豪   | 許廷鏗   |
| 2014 | 周柏豪   | 許志安   | 陳奕迅   |
| 2015 | 張敬軒   | 陳奕迅   | 周柏豪   |
| 2016 | 張敬軒   | 陳柏宇   | 許廷鏗   |
| 2017 | 李克勤   | 陳柏宇   | 側 田    |
| 2018 | 張敬軒   | 許廷鏗   | 周國賢   |
| 2019 | 張敬軒   | 陳柏宇   | 許廷鏗   |
| 2020 | 許廷鏗   | 馮允謙   | 林家謙   |
| 2021 | 張敬軒   | 林家謙   | 馮允謙   |
| 2022 | 林家謙   | 馮允謙   | MC張天賦 |
| 2023 | 林家謙   | MC張天賦 | 陳卓賢   |
| 2024 | 陳卓賢   | 馮允謙   | 林家謙   |

獲叱咤樂壇男歌手金獎次數排名
|   | 歌手   | 得獎次數 | 得獎年份                           |
| - | ------ | -------- | ---------------------------------- |
| 1 | 陳奕迅 | 10       | 2001－2002、2005－2007、2009－2013 |
| 2 | 張學友 | 5        | 1991－1995                         |
| 2 | 張敬軒 | 5        | 2015－2016、2018－2019、2021       |
| 4 | 許志安 | 3        | 1999－2000、2003                   |
| 5 | 張國榮 | 2        | 1988－1989                         |
| 5 | 黎 明  | 2        | 1996－1997                         |
| 5 | 林家謙 | 2        | 2022－2023                         |
| 8 | 倫永亮 | 1        | 1990                               |
| 8 | 郭富城 | 1        | 1998                               |
| 8 | 古巨基 | 1        | 2004                               |
| 8 | 方大同 | 1        | 2008                               |
| 8 | 周柏豪 | 1        | 2014                               |
| 8 | 李克勤 | 1        | 2017                               |
| 8 | 許廷鏗 | 1        | 2020                               |
| 8 | 陳卓賢 | 1        | 2024                               |

獲叱咤樂壇我最喜愛男歌手次數排名
|   | 歌手   | 得獎次數 | 得獎年份         |
| - | ------ | -------- | ---------------- |
| 1 | 陳奕迅 | 9        | 2005－2013       |
| 2 | 黎 明  | 3        | 1997－1999       |
| 2 | 張學友 | 3        | 1996、2000－2001 |
| 2 | 姜 濤  | 3        | 2020－2021、2024 |
| 5 | 吳業坤 | 2        | 2015－2016       |
| 5 | 張敬軒 | 2        | 2014、2023       |
| 7 | 許志安 | 1        | 2002             |
| 7 | 李克勤 | 1        | 2003             |
| 7 | 古巨基 | 1        | 2004             |
| 7 | 陳柏宇 | 1        | 2017             |
| 7 | 古天樂 | 1        | 2018             |
| 7 | 周國賢 | 1        | 2019             |
| 7 | 盧瀚霆 | 1        | 2022             |

### 叱咤樂壇女歌手三甲
- 叱咤903全年903專業推介播放率最高的三位女歌手

| 年份 | 得獎歌手 | 得獎歌手 | 得獎歌手 |
| 年份 | 金獎     | 銀獎     | 銅獎     |
| ---- | -------- | -------- | -------- |
| 1988 | 葉蒨文   | 陳慧嫻   | 林憶蓮   |
| 1989 | 梅艷芳   | 林憶蓮   | 陳慧嫻   |
| 1990 | 林憶蓮   | 葉蒨文   | 王 菲    |
| 1991 | 林憶蓮   | 梅艷芳   | 葉蒨文   |
| 1992 | 林憶蓮   | 葉蒨文   | 關淑怡   |
| 1993 | 王 菲    | 林憶蓮   | 葉蒨文   |
| 1994 | 王 菲    | 彭 羚    | 林憶蓮   |
| 1995 | 彭 羚    | 關淑怡   | 李蕙敏   |
| 1996 | 王 菲    | 鄭秀文   | 陳慧琳   |
| 1997 | 王 菲    | 鄭秀文   | 陳慧琳   |
| 1998 | 張惠妹   | 陳慧琳   | 楊千嬅   |
| 1999 | 陳慧琳   | 楊千嬅   | 鄭秀文   |
| 2000 | 楊千嬅   | 陳慧琳   | 容祖兒   |
| 2001 | 鄭秀文   | 陳慧琳   | 容祖兒   |
| 2002 | 楊千嬅   | 容祖兒   | 何韻詩   |
| 2003 | 容祖兒   | 楊千嬅   | 梁詠琪   |
| 2004 | 楊千嬅   | 容祖兒   | 陳慧琳   |
| 2005 | 容祖兒   | 何韻詩   | 楊千嬅   |
| 2006 | 何韻詩   | 容祖兒   | 衛 蘭    |
| 2007 | 容祖兒   | 何韻詩   | 謝安琪   |
| 2008 | 容祖兒   | 謝安琪   | 王菀之   |
| 2009 | 容祖兒   | 謝安琪   | 薛凱琪   |
| 2010 | 容祖兒   | 謝安琪   | 楊千嬅   |
| 2011 | 容祖兒   | 謝安琪   | 何韻詩   |
| 2012 | 容祖兒   | 薛凱琪   | 吳雨霏   |
| 2013 | 容祖兒   | 薛凱琪   | 王菀之   |
| 2014 | 楊千嬅   | 容祖兒   | 薛凱琪   |
| 2015 | 容祖兒   | 王菀之   | 謝安琪   |
| 2016 | 容祖兒   | Gin Lee  | JW       |
| 2017 | 衛 蘭    | Gin Lee  | 王菀之   |
| 2018 | 謝安琪   | Gin Lee  | AGA      |
| 2019 | 謝安琪   | 鄧小巧   | AGA      |
| 2020 | AGA      | 陳 蕾    | 謝安琪   |
| 2021 | 鄭欣宜   | 黃 妍    | 林欣彤   |
| 2022 | 鄭欣宜   | 泳 兒    | 黃 妍    |
| 2023 | 陳 蕾    | Gin Lee  | Serrini  |
| 2024 | Gin Lee  | 陳凱詠   | 雲浩影   |

獲叱咤樂壇女歌手金獎次數排名
|   | 歌手    | 得獎次數 | 得獎年份                           |
| - | ------- | -------- | ---------------------------------- |
| 1 | 容祖兒  | 11       | 2003、2005、2007－2013、2015－2016 |
| 2 | 王 菲   | 4        | 1993－1994、1996－1997             |
| 2 | 楊千嬅  | 4        | 2000、2002、2004、2014             |
| 4 | 林憶蓮  | 3        | 1990－1992                         |
| 5 | 謝安琪  | 2        | 2018－2019                         |
| 5 | 鄭欣宜  | 2        | 2021－2022                         |
| 7 | 葉蒨文  | 1        | 1988                               |
| 7 | 梅艷芳  | 1        | 1989                               |
| 7 | 彭 羚   | 1        | 1995                               |
| 7 | 張惠妹  | 1        | 1998                               |
| 7 | 陳慧琳  | 1        | 1999                               |
| 7 | 鄭秀文  | 1        | 2001                               |
| 7 | 何韻詩  | 1        | 2006                               |
| 7 | 衛 蘭   | 1        | 2017                               |
| 7 | AGA     | 1        | 2020                               |
| 7 | 陳 蕾   | 1        | 2023                               |
| 7 | Gin Lee | 1        | 2024                               |

獲叱咤樂壇我最喜愛女歌手次數排名
|   | 歌手   | 得獎次數 | 得獎年份                     |
| - | ------ | -------- | ---------------------------- |
| 1 | 楊千嬅 | 8        | 2002、2005－2007、2009－2012 |
| 2 | 謝安琪 | 4        | 2008、2014－2015、2018       |
| 2 | 鄭秀文 | 4        | 1996、2000－2001、2024       |
| 3 | 王 菲  | 3        | 1997－1999                   |
| 3 | 鄭欣宜 | 3        | 2016、2021－2022             |
| 6 | 容祖兒 | 2        | 2003－2004                   |
| 6 | 方皓玟 | 2        | 2017、2019                   |
| 8 | 何韻詩 | 1        | 2013                         |
| 8 | 林二汶 | 1        | 2020                         |
| 8 | 陳 蕾  | 1        | 2023                         |

### 叱咤樂壇組合三甲
- 叱咤903全年903專業推介播放率最高的三位組合

| 年份 | 得獎組合      | 得獎組合      | 得獎組合       |
| 年份 | 金獎          | 銀獎          | 銅獎           |
| ---- | ------------- | ------------- | -------------- |
| 1988 | 達明一派      | Beyond        | 太 極          |
| 1989 | 達明一派      | Beyond        | 太 極          |
| 1990 | 草 蜢         | Beyond        | 達明一派       |
| 1991 | 草 蜢         | Beyond        | 太 極          |
| 1992 | 草 蜢         | Beyond        | 太 極          |
| 1993 | 草 蜢         | 軟硬天師      | 太 極          |
| 1994 | 草 蜢         | Beyond        | 風火海         |
| 1995 | 草 蜢         | Beyond        | Zen            |
| 1996 | Beyond        | 達明一派      | Black Box      |
| 1997 | Beyond        | 草 蜢         | Dry            |
| 1998 | Beyond        | Dry           | 溫 拿          |
| 1999 | Beyond        | Anodize       | Zen            |
| 2000 | LMF           | On-Line       | 3P             |
| 2001 | Swing         | Twins         | 有耳非文       |
| 2002 | Shine         | at17          | Twins          |
| 2003 | Twins         | Shine         | at17           |
| 2004 | Twins         | at17          | F.I.R          |
| 2005 | Twins         | 草 蜢         | Soler          |
| 2006 | 軟硬天師      | Twins         | EO2            |
| 2007 | 農 夫         | Twins         | Zarahn         |
| 2008 | 農 夫         | at17          | HotCha         |
| 2009 | RubberBand    | Mr.           | at17           |
| 2010 | 農 夫         | RubberBand    | 野 仔          |
| 2011 | C AllStar     | Mr.           | 野 仔          |
| 2012 | RubberBand    | Mr.           | 農 夫          |
| 2013 | C AllStar     | Supper Moment | Robynn & Kendy |
| 2014 | RubberBand    | C AllStar     | Dear Jane      |
| 2015 | Supper Moment | C AllStar     | Dear Jane      |
| 2016 | C AllStar     | Supper Moment | Dear Jane      |
| 2017 | Supper Moment | RubberBand    | C AllStar      |
| 2018 | RubberBand    | Dear Jane     | Supper Moment  |
| 2019 | Dear Jane     | Nowhere Boys  | 小塵埃         |
| 2020 | Dear Jane     | RubberBand    | MIRROR         |
| 2021 | C AllStar     | MIRROR        | Dear Jane      |
| 2022 | MIRROR        | Dear Jane     | COLLAR         |
| 2023 | Dear Jane     | Lolly Talk    | COLLAR         |
| 2024 | Dear Jane     | COLLAR        | 雷同二友       |

獲叱咤樂壇組合金獎次數排名
|    | 組合          | 得獎次數 | 得獎年份               |
| -- | ------------- | -------- | ---------------------- |
| 1  | 草 蜢         | 6        | 1990－1995             |
| 2  | Beyond        | 4        | 1996－1999             |
| 2  | RubberBand    | 4        | 2009、2012、2014、2018 |
| 2  | C AllStar     | 4        | 2011、2013、2016、2021 |
| 2  | Dear Jane     | 4        | 2019、2020、2023－2024 |
| 6  | Twins         | 3        | 2003－2005             |
| 6  | 農 夫         | 3        | 2007－2008、2010       |
| 8  | 達明一派      | 2        | 1988－1989             |
| 8  | Supper Moment | 2        | 2015、2017             |
| 10 | LMF           | 1        | 2000                   |
| 10 | Swing         | 1        | 2001                   |
| 10 | Shine         | 1        | 2002                   |
| 10 | 軟硬天師      | 1        | 2006                   |
| 10 | MIRROR        | 1        | 2022                   |

獲叱咤樂壇我最喜愛的組合次數排名
|   | 組合          | 得獎次數 | 得獎年份         |
| - | ------------- | -------- | ---------------- |
| 1 | Beyond        | 5        | 1996－2000       |
| 2 | Twins         | 4        | 2001－2004       |
| 2 | C AllStar     | 4        | 2011－2014       |
| 2 | Supper Moment | 4        | 2015 - 2018      |
| 2 | MIRROR        | 4        | 2021 - 2024      |
| 6 | RubberBand    | 3        | 2010、2019、2020 |
| 7 | 農 夫         | 2        | 2007－2008       |
| 8 | at17          | 1        | 2005             |
| 8 | 軟硬天師      | 1        | 2006             |
| 8 | Mr.           | 1        | 2009             |

### 叱咤樂壇至尊歌曲大獎
| 年份 | 得獎歌曲           | 唱片公司     | 歌手                | 作曲                    | 填詞                | 編曲               | 監製                                 |
| ---- | ------------------ | ------------ | ------------------- | ----------------------- | ------------------- | ------------------ | ------------------------------------ |
| 1988 | 祝福               | 華納唱片     | 葉蒨文              | 梁弘志                  | 潘偉源              | 蘇德華             | 葉蒨文、黃柏高、鍾定一、林子祥       |
| 1989 | 憑著愛             | 華納唱片     | 蘇 芮               | 盧冠廷                  | 潘偉源              | 袁卓繁             | 袁卓繁                               |
| 1990 | 你知道我在等你嗎   | 滾石唱片     | 張洪量              | 張洪量                  | 張洪量              | 張洪量             | 張洪量                               |
| 1991 | 每天愛你多一些     | 寶麗金       | 張學友              | 桑田佳佑                | 林振強              | 杜自持             | 歐丁玉                               |
| 1992 | 容易受傷的女人     | 新藝寶唱片   | 王 菲               | 中島美雪                | 潘源良              | 盧東尼             | 梁榮駿                               |
| 1993 | 狂野之城           | 華納唱片     | 郭富城              | 黃尚偉                  | 周禮茂              | 黃尚偉             | 黃尚偉、小 美                        |
| 1994 | 那有一天不想你     | 寶麗金       | 黎 明               | 林慕德                  | 向雪懷              | 林慕德             | 陳永明                               |
| 1995 | 春光乍洩           | 正東唱片     | 黃耀明              | 黃耀明、蔡德才          | 林 夕               | 蔡德才             | 黃耀明]]、蔡德才                     |
| 1996 | 每日一禁果         | 正東唱片     | 達明一派            | 黃耀明、劉以達          | 黃偉文              | 達明一派 & Friends | 達明一派                             |
| 1997 | 愛的呼喚           | 華納唱片     | 郭富城              | 譚國政                  | 小 美               | 譚國政             | 譚國政、小 美、郭富城                |
| 1998 | 越吻越傷心         | 正東唱片     | 蘇永康              | 吳國敬                  | 林 夕               | 吳國敬、孫偉明     | 黃尚偉                               |
| 1999 | 左右手             | 環球唱片     | 張國榮              | 葉良俊                  | 林 夕               | Gary Tong          | 梁榮駿                               |
| 2000 | K歌之王            | 英皇娛樂     | 陳奕迅              | 陳輝陽                  | 林 夕               | 陳輝陽             | 陳輝陽                               |
| 2001 | 有病呻吟           | 上華唱片     | 張學友              | 林健華                  | 林 夕               | 林健華             | 歐丁玉                               |
| 2002 | 好心分手           | Sony Music   | 盧巧音              | 雷頌德                  | 黃偉文              | 雷頌德、Ted Lo     | 雷頌德                               |
| 2003 | 七友               | EMI          | 梁漢文              | 雷頌德                  | 林 夕               | 雷頌德             | 雷頌德                               |
| 2004 | 美中不足           | 正東唱片     | 許志安 Feat. 葉德嫻 | 雷頌德                  | 黃偉文              | 雷頌德             | 雷頌德                               |
| 2005 | 夕陽無限好         | 新藝寶唱片   | 陳奕迅              | Eric Kwok               | 林 夕               | Eric Kwok          | Eric Kwok                            |
| 2006 | 愛得太遲           | 金牌娛樂     | 古巨基              | 楊鎮邦                  | 林 夕               | 雷頌德             | 雷頌德                               |
| 2007 | 酷愛               | 環球唱片     | 張敬軒              | Vincent Chow            | 林 夕               | Gary Tong          | 梁榮駿                               |
| 2008 | 囍帖街             | 新藝寶唱片   | 謝安琪              | Eric Kwok               | 黃偉文              | Eric Kwok          | Eric Kwok                            |
| 2009 | 七百年後           | 新藝寶唱片   | 陳奕迅              | 柳重言                  | 林若寧              | C. Y. Kong         | 陳奕迅、柳重言、Davy Chan、C.Y. Kong |
| 2010 | Simple Love Song   | 金牌大風     | RubberBand          | 正@RubberBand           | Tim Lui             | RubberBand         | 雷頌德、RubberBand                   |
| 2011 | 好不容易           | 華納唱片     | 方大同              | 方大同                  | 方大同              | 方大同             | 方大同、Edward Chan、Charles Lee     |
| 2012 | 重口味             | 新藝寶唱片   | 陳奕迅              | Eric Kwok、Jerald       | 黃偉文              | Swing              | Swing、陳奕迅                        |
| 2013 | 任我行             | 新藝寶唱片   | 陳奕迅              | Christopher Chak        | 林 夕               | Gary Tong          | 梁榮駿                               |
| 2014 | 流淚行勝利道       | 太陽娛樂文化 | 許志安              | Larry Wong              | 周耀輝              | Larry Wong         | 舒 文                                |
| 2015 | 無條件             | 新藝寶唱片   | 陳奕迅              | Eric Kwok               | 袁兩半 （潘源良）   | 張子堅             | Eric Kwok                            |
| 2016 | 四季               | 新藝寶唱片   | 陳奕迅              | 周國賢                  | 小 克               | C.Y. Kong          | C.Y. Kong                            |
| 2017 | 失魂記             | 英皇娛樂     | 李克勤              | 馮翰銘                  | 林若寧              | 馮翰銘             | 馮翰銘                               |
| 2018 | 心之科學           | 英皇娛樂     | 容祖兒              | Howie@Dear Jane、林家謙 | 黃偉文              | Dear Jane          | 舒 文                                |
| 2019 | 我們都是這樣長大的 | 寰亞音樂     | 鄭秀文              | 徐沛昕                  | 詩 詞               | 褚鎮東、徐沛昕     | 蔡德才                               |
| 2020 | 呼吸有害           | Sony Music   | 莫文蔚              | 鄧智偉                  | 羅健成              | 鄧 鼓              | 鄧智偉、莊冬昕                       |
| 2021 | Ciao               | R Flat       | RubberBand          | RubberBand              | RubberBand、Tim Lui | RubberBand、雷柏熹 | RubberBand、雷柏熹                   |
| 2022 | 邊一個發明了ENCORE | TLP          | 林家謙              | 林家謙                  | 黃偉文              | 林家謙、何秉舜     | 林家謙、何秉舜                       |
| 2023 | 隱形遊樂場         | 英皇娛樂     | 張敬軒              | 張敬軒                  | 黃偉文              | Johnny Yim         | 張敬軒、Johnny Yim、廖志華           |
| 2024 | 會再見的           | 寰亞音樂     | 馮允謙              | 馮允謙                  | 亞 木               | 蘇道哲             | 蘇道哲                               |

- 獲叱咤樂壇至尊歌曲大獎次數排名
  - 作曲人/填詞人/編曲人/監製只列多於1首歌曲

| 男歌手 | 次數 | 女歌手 | 次數 | 組合       | 次數 | 作曲      | 次數 | 填詞    | 次數 | 編曲       | 次數 | 監製       | 次數 |
| ------ | ---- | ------ | ---- | ---------- | ---- | --------- | ---- | ------- | ---- | ---------- | ---- | ---------- | ---- |
| 陳奕迅 | 7    | 葉蒨文 | 1    | RubberBand | 2    | Eric Kwok | 4    | 林 夕   | 10   | 雷頌德     | 4    | 雷頌德     | 5    |
| 張學友 | 2    | 蘇 芮  | 1    | 達明一派   | 1    | 雷頌德    | 3    | 黃偉文  | 8    | Gary Tong  | 3    | 梁榮駿     | 4    |
| 郭富城 | 2    | 王 菲  | 1    |            |      | 黃耀明    | 2    | 潘偉源  | 2    | Eric Kwok  | 2    | Eric Kwok  | 3    |
| 許志安 | 2    | 盧巧音 | 1    |            |      | 林家謙    | 2    | 潘源良  | 2    | C. Y. Kong | 2    | 歐丁玉     | 2    |
| 張敬軒 | 2    | 謝安琪 | 1    |            |      |           |      | 林若寧  | 2    | RubberBand | 2    | 黃尚偉     | 2    |
| 張洪量 | 1    | 容祖兒 | 1    |            |      |           |      | Tim Lui | 2    |            |      | 小 美      | 2    |
| 黎 明  | 1    | 鄭秀文 | 1    |            |      |           |      |         |      |            |      | 蔡德才     | 2    |
| 黃耀明 | 1    | 莫文蔚 | 1    |            |      |           |      |         |      |            |      | 陳奕迅     | 2    |
| 蘇永康 | 1    |        |      |            |      |           |      |         |      |            |      | C. Y. Kong | 2    |
| 張國榮 | 1    |        |      |            |      |           |      |         |      |            |      | RubberBand | 2    |
| 梁漢文 | 1    |        |      |            |      |           |      |         |      |            |      | 舒 文      | 2    |
| 古巨基 | 1    |        |      |            |      |           |      |         |      |            |      |            |      |
| 方大同 | 1    |        |      |            |      |           |      |         |      |            |      |            |      |
| 李克勤 | 1    |        |      |            |      |           |      |         |      |            |      |            |      |
| 林家謙 | 1    |        |      |            |      |           |      |         |      |            |      |            |      |
| 馮允謙 | 1    |        |      |            |      |           |      |         |      |            |      |            |      |

### 叱咤樂壇我最喜愛的歌曲大獎
| 年份 | 得獎歌曲         | 歌手                  | 作曲                 | 填詞           | 編曲              | 監製                             |
| ---- | ---------------- | --------------------- | -------------------- | -------------- | ----------------- | -------------------------------- |
| 1988 | 祝福             | 葉蒨文                | 梁弘志               | 潘偉源         | 蘇德華            | 葉蒨文、黃柏高、鍾定一、林子祥   |
| 1989 | 千千闋歌         | 陳慧嫻                | 馬飼野康二           | 林振強         | 盧東尼            | 歐丁玉、陳永明、陳慧嫻           |
| 1990 | 相逢何必曾相識   | 蔣志光、韋綺姍        | 蔣志光               | 蔣志光         | 王利名            | 王利名                           |
| 1991 | 每天愛你多一些   | 張學友                | 桑田佳佑             | 林振強         | 杜自持            | 歐丁玉                           |
| 1992 | 還是覺得你最好   | 張學友                | 米米CLUB             | 劉卓輝         | 趙增熹            | 歐丁玉                           |
| 1993 | 祇想一生跟你走   | 張學友                | 巫啟賢、陳佳明       | 劉卓輝         | 趙增熹            | 歐丁玉                           |
| 1994 | 那有一天不想你   | 黎 明                 | 林慕德               | 向雪懷         | 林慕德            | 陳永明                           |
| 1995 | 離開以後         | 張學友                | 李偲菘               | 陳少琪         | David Garfield    | 歐丁玉                           |
| 1996 | 妳的名字我的姓氏 | 張學友                | 李偲菘               | 林 夕          | Jock Chew         | 歐丁玉                           |
| 1997 | 只要為我愛一天   | 黎 明                 | 雷頌德               | 林 夕          | 雷頌德            | 雷頌德                           |
| 1998 | 越吻越傷心       | 蘇永康                | 吳國敬               | 林 夕          | 吳國敬、孫偉明    | 黃尚偉                           |
| 1999 | 幸福摩天輪       | 陳奕迅                | Eric Kwok            | 林 夕          | 劉祖德            | 王紀華                           |
| 2000 | K歌之王          | 陳奕迅                | 陳輝陽               | 林 夕          | 陳輝陽            | 陳輝陽                           |
| 2001 | 開不了口         | 周杰倫                | 周杰倫               | 徐若瑄         | 洪敬堯            | 周杰倫                           |
| 2002 | 好心分手         | 盧巧音                | 雷頌德               | 黃偉文         | 雷頌德、Ted Lo    | 雷頌德                           |
| 2003 | 必殺技           | 古巨基                | 林健華               | 林 夕          | Robert Lay        | 雷頌德                           |
| 2004 | 愛與誠           | 古巨基                | 曹雪芬               | 林 夕          | Ted Lo            | 雷頌德                           |
| 2005 | 夕陽無限好       | 陳奕迅                | Eric Kwok            | 林 夕          | Eric Kwok         | Eric Kwok                        |
| 2006 | 愛得太遲         | 古巨基                | 楊鎮邦               | 林 夕          | 雷頌德            | 雷頌德                           |
| 2007 | 酷愛             | 張敬軒                | Vincent Chow         | 林 夕          | Gary Tong         | 梁榮駿                           |
| 2008 | 囍帖街           | 謝安琪                | Eric Kwok            | 黃偉文         | Eric Kwok         | Eric Kwok                        |
| 2009 | 如果我是陳奕迅   | Mr.                   | Alan Po              | Dash、小 克    | Mr.               | Davy Chan、C. Y. Kong、Gary Tong |
| 2010 | 陀飛輪           | 陳奕迅                | Vincent Chow         | 黃偉文         | Gary Tong         | 梁榮駿                           |
| 2011 | 那些年           | 胡 夏                 | 木村充利             | 九把刀         | 侯志堅            | 薛忠銘                           |
| 2012 | 年少無知         | 林保怡、陳 豪、黃德斌 | 黃貫中               | 林若寧         | 黃貫中、劉志遠    | 黃貫中                           |
| 2013 | 任我行           | 陳奕迅                | Christopher Chak     | 林 夕          | Gary Tong         | 梁榮駿                           |
| 2014 | 撐起雨傘         | 群 星                 | Pan                  | Pan、林 夕     | 馮翰銘            | 何韻詩、黃耀明、馮翰銘、何秉舜   |
| 2015 | 原來她不夠愛我   | 吳業坤                | Larry Wong           | 林若寧         | Larry Wong        | 舒 文                            |
| 2016 | 女神             | 鄭欣宜                | 藍奕邦               | 黃偉文         | 何 山、孔奕佳     | 何 山、藍奕邦                    |
| 2017 | 長相廝守         | ToNick                | ToNick               | 梁栢堅、薑檸樂 | ToNick            | ToNick、Adrian Chan              |
| 2018 | 百年樹木         | 張敬軒                | 伍卓賢               | 林若寧         | Mac Chew          | 張敬軒、廖志華                   |
| 2019 | 人話             | 方皓玟                | 方皓玟               | 方皓玟         | 何 山             | 許創基、何 山                    |
| 2020 | 蒙著嘴說愛你     | 姜 濤                 | 紹斌、李俊緯、吳周爍 | 陳詠謙         | 吳周爍            | Edward Chan                      |
| 2021 | Dear My Friend,  | 姜 濤                 | 林奕匡               | 林若寧         | Y.Siu             | Edward Chan                      |
| 2022 | 作品的說話       | 姜 濤                 | Gareth.T             | 小 克          | Gareth.T          | Edward Chan、Gareth.T            |
| 2023 | 濤               | 姜 濤                 | Y.Siu、Oscar Tong    | 小 克          | Y.Siu、Oscar Tong | Edward Chan、Y.Siu               |
| 2024 | 好得太過份       | 姜 濤                 | 徐 浩                | 陳詠謙         | 徐 浩、黃兆銘     | 徐 浩                            |

- 獲叱咤樂壇我最喜愛的歌曲大獎歌手次數排名
  - 作曲人/填詞人/編曲人/監製只列多於1首歌曲

| 男歌手姓名 | 次數 | 女歌手姓名 | 次數 | 組合   | 次數 | 作曲         | 次數 | 填詞   | 次數 | 編曲      | 次數 | 監製        | 次數 |
| ---------- | ---- | ---------- | ---- | ------ | ---- | ------------ | ---- | ------ | ---- | --------- | ---- | ----------- | ---- |
| 張學友     | 5    | 葉蒨文     | 1    | Mr.    | 1    | Eric Kwok    | 3    | 林 夕  | 11.5 | 雷頌德    | 3    | 歐丁玉      | 6    |
| 陳奕迅     | 5    | 陳慧嫻     | 1    | 群 星  | 1    | 李偲菘       | 2    | 黃偉文 | 4    | Gary Tong | 3    | 雷頌德      | 5    |
| 姜 濤      | 5    | 盧巧音     | 1    | ToNick | 1    | 雷頌德       | 2    | 林若寧 | 4    | 趙增熹    | 2    | 梁榮駿      | 3    |
| 古巨基     | 3    | 謝安琪     | 1    |        |      | Vincent Chow | 2    | 小 克  | 2.5  | Ted Lo    | 2    | Edward Chan | 3    |
| 黎 明      | 2    | 鄭欣宜     | 1    |        |      |              |      | 林振強 | 2    | Eric Kwok | 2    | 陳永明      | 2    |
| 張敬軒     | 2    | 方皓玟     | 1    |        |      |              |      | 劉卓輝 | 2    | 何 山     | 2    | Eric Kwok   | 2    |
| 吳業坤     | 1    | 韋綺姍     | 0.5  |        |      |              |      | 陳詠謙 | 2    |           |      | 何 山       | 2    |
| 蘇永康     | 1    |            |      |        |      |              |      |        |      |           |      |             |      |
| 周杰倫     | 1    |            |      |        |      |              |      |        |      |           |      |             |      |
| 胡 夏      | 1    |            |      |        |      |              |      |        |      |           |      |             |      |
| 蔣志光     | 0.5  |            |      |        |      |              |      |        |      |           |      |             |      |
| 林保怡     | 0.33 |            |      |        |      |              |      |        |      |           |      |             |      |
| 陳 豪      | 0.33 |            |      |        |      |              |      |        |      |           |      |             |      |
| 黃德斌     | 0.33 |            |      |        |      |              |      |        |      |           |      |             |      |

### 叱咤樂壇至尊唱片大獎（1997年前為「叱咤樂壇大碟IFPI大獎」）
- 叱咤樂壇至尊唱片大獎（叱咤903全年播放率最高的唱片）

| 年份 | 得獎唱片                            | 歌手           | 監製                                                                    |
| ---- | ----------------------------------- | -------------- | ----------------------------------------------------------------------- |
| 1988 | 《祝福》                            | 葉蒨文         | 葉蒨文、黃柏高、鍾定一、林子祥                                          |
| 1989 | 《側面》                            | 張國榮         | 梁榮駿                                                                  |
| 1990 | 《珍重》                            | 葉蒨文         | 鍾定一、葉蒨文、黃柏高、黃霑                                            |
| 1991 | 《情不禁》                          | 張學友         | 歐丁玉                                                                  |
| 1992 | 《真情流露》                        | 張學友         | 歐丁玉                                                                  |
| 1993 | 《不如重新開始》                    | 林憶蓮         | 許願、趙增熹、李宗盛、林憶蓮                                            |
| 1994 | 《餓狼傳說》                        | 張學友         | 歐丁玉                                                                  |
| 1995 | 《純真傳說》                        | 郭富城         | 雷頌德、小美                                                            |
| 1996 | 《Perhaps...》                      | 黎 明          | 雷頌德、陳永明                                                          |
| 1997 | 《不老的傳說》                      | 張學友         | 歐丁玉                                                                  |
| 1998 | 《我的快樂時代》                    | 陳奕迅         | 林健華、王紀華、Tim Leung Veronica Lee、黃中嶽、王雙駿、吳通明          |
| 1999 | 《天祐愛人》                        | 陳奕迅         | 王紀華、蔡一智                                                          |
| 2000 | 《光天化日》                        | 黃耀明         | 陳珊妮、陳輝陽、人山人海                                                |
| 2001 | 《Shall We Dance? Shall We Talk!》  | 陳奕迅         | 陳輝陽                                                                  |
| 2002 | 《The Line Up》                     | 陳奕迅         | 陳輝陽、王雙駿                                                          |
| 2003 | 《10號》                            | 梁漢文         | 雷頌德、伍樂城、陳輝陽、王雙駿                                          |
| 2004 | 《電光幻影》                        | 楊千嬅         | 楊千嬅                                                                  |
| 2005 | 《U87》                             | 陳奕迅         | 梁榮駿、陳奕迅                                                          |
| 2006 | 《Human我生》                       | 古巨基         | 雷頌德                                                                  |
| 2007 | 《Listen to Eason Chan》            | 陳奕迅         | C.Y.Kong、陳奕迅                                                        |
| 2008 | 《Binary》                          | 謝安琪         | 周博賢、Eric Kwok                                                       |
| 2009 | 《H³M》                             | 陳奕迅         | 陳奕迅、Gary Tong、Joey Tang、C.Y. Kong Jim Lau、孫偉明、黃仲賢、雷有暉 |
| 2010 | 《Time Flies》                      | 陳奕迅         | 梁榮駿、陳奕迅、Eric Kwok                                               |
| 2011 | 《15》                              | 方大同         | Edward Chan、Charles Lee、方大同                                        |
| 2012 | 《Easy》                            | RubberBand     | RubberBand、雷頌德、雷柏熹                                              |
| 2013 | 《The Key》                         | 陳奕迅         | 陳奕迅、C.Y. Kong                                                       |
| 2014 | 《Frank》                           | RubberBand     | RubberBand、雷頌德、王雙駿、Eddie Chung                                 |
| 2015 | 《Addendum》                        | 麥浚龍         | 麥浚龍、王雙駿、陳哲廬、伍樂城、Adrian Chan                             |
| 2016 | 《J-POP》                           | 容祖兒         | 馮翰銘                                                                  |
| 2017 | 《Love And Other Things》           | 衛 蘭          | 王雙駿、Randy Chow、舒 文                                               |
| 2018 | 《the album part one》              | 謝安琪、麥浚龍 | 麥浚龍、王雙駿、陳哲廬、雷頌德                                          |
| 2019 | 《the album and the rest of it...》 | 謝安琪、麥浚龍 | 麥浚龍、王雙駿、陳哲廬、雷頌德、伍樂城                                  |
| 2020 | 《Limerence》                       | Dear Jane      | Howie@Dear Jane、Tim@Dear Jane                                          |
| 2021 | 《The Brightest Darkness》          | 張敬軒         | 張敬軒、廖志華                                                          |
| 2022 | 《MEMENTO》                         | 林家謙         | 林家謙                                                                  |
| 2023 | 《in Rhythm》                       | 陳柏宇         | Edward Chan                                                             |
| 2024 | 《Interlude》                       | 陳卓賢         | 陳卓賢                                                                  |

獲叱咤樂壇至尊唱片大獎次數排名
|   | 歌手       | 得獎次數 | 得獎年份                                             |
| - | ---------- | -------- | ---------------------------------------------------- |
| 1 | 陳奕迅     | 9        | 1998－1999、2001－2002、2005、2007、2009－2010、2013 |
| 2 | 張學友     | 4        | 1991－1992、1994、1997                               |
| 3 | 葉蒨文     | 2        | 1988、1990                                           |
| 3 | RubberBand | 2        | 2012、2014                                           |
| 3 | 謝安琪     | 2        | 2008、2018－2019                                     |
| 3 | 麥浚龍     | 2        | 2015、2018－2019                                     |
| 7 | 張國榮     | 1        | 1989                                                 |
| 7 | 林憶蓮     | 1        | 1993                                                 |
| 7 | 郭富城     | 1        | 1995                                                 |
| 7 | 黎 明      | 1        | 1996                                                 |
| 7 | 黃耀明     | 1        | 2000                                                 |
| 7 | 梁漢文     | 1        | 2003                                                 |
| 7 | 楊千嬅     | 1        | 2004                                                 |
| 7 | 古巨基     | 1        | 2006                                                 |
| 7 | 方大同     | 1        | 2011                                                 |
| 7 | 容祖兒     | 1        | 2016                                                 |
| 7 | 衛 蘭      | 1        | 2017                                                 |
| 7 | Dear Jane  | 1        | 2020                                                 |
| 7 | 張敬軒     | 1        | 2021                                                 |
| 7 | 林家謙     | 1        | 2022                                                 |
| 7 | 陳柏宇     | 1        | 2023                                                 |
| 7 | 陳卓賢     | 1        | 2024                                                 |

### 叱咤樂壇唱作人三甲
| 年份 | 得獎歌手 | 得獎歌手  | 得獎歌手  |
| 年份 | 金獎     | 銀獎      | 銅獎      |
| ---- | -------- | --------- | --------- |
| 1995 | 周華健   | -         | -         |
| 1996 | 王 菲    | -         | -         |
| 1997 | 林海峰   | -         | -         |
| 1998 | 劉德華   | -         | -         |
| 1999 | 劉德華   | -         | -         |
| 2000 | 謝霆鋒   | -         | -         |
| 2001 | 黃貫中   | 周杰倫    | 謝霆鋒    |
| 2002 | 黃貫中   | 周杰倫    | 梁詠琪    |
| 2003 | 周杰倫   | 林一峰    | 鄭中基    |
| 2004 | 張學友   | Eric Kwok | 李克勤    |
| 2005 | 周國賢   | 林海峰    | 王菀之    |
| 2006 | 張敬軒   | 方大同    | 王菀之    |
| 2007 | 王菀之   | 張繼聰    | Eric Kwok |
| 2008 | 方大同   | 王菀之    | 林海峰    |
| 2009 | 王菀之   | 側 田     | 林海峰    |
| 2010 | 王菀之   | 孫耀威    | 周國賢    |
| 2011 | 方大同   | 周國賢    | 王菀之    |
| 2012 | 方大同   | 周國賢    | 盧凱彤    |
| 2013 | 周柏豪   | 藍奕邦    | 盧凱彤    |
| 2014 | 王菀之   | 林奕匡    | 方大同    |
| 2015 | 林奕匡   | 王菀之    | 周柏豪    |
| 2016 | 林海峰   | 方皓玟    | 周國賢    |
| 2017 | 林奕匡   | 王菀之    | 方皓玟    |
| 2018 | 林奕匡   | AGA       | 陳 蕾     |
| 2019 | 陳健安   | AGA       | 陳 蕾     |
| 2020 | AGA      | 馮允謙    | 陳 蕾     |
| 2021 | 林家謙   | 馮允謙    | 林奕匡    |
| 2022 | 林家謙   | 馮允謙    | 陳卓賢    |
| 2023 | 林家謙   | 陳 蕾     | 陳卓賢    |
| 2024 | 陳卓賢   | 馮允謙    | 林家謙    |

### 叱咤樂壇作曲人/填詞人/編曲人/監製大獎
| 年份 | 作曲            | 填詞   | 編曲        | 監製        |
| ---- | --------------- | ------ | ----------- | ----------- |
| 1988 | 盧冠廷          | 潘偉源 | ---         | 歐丁玉      |
| 1989 | 倫永亮          | 林振強 | ---         | 倫永亮      |
| 1990 | 倫永亮          | 林振強 | ---         | 倫永亮      |
| 1991 | 羅大佑          | 林振強 | ---         | 歐丁玉      |
| 1992 | 倫永亮          | 周禮茂 | ---         | 歐丁玉      |
| 1993 | 黃尚偉          | 周禮茂 | ---         | 梁榮駿      |
| 1994 | C.Y.Kong        | 周禮茂 | ---         | 梁榮駿      |
| 1995 | 雷頌德          | 林 夕  | ---         | 歐丁玉      |
| 1996 | 雷頌德          | 林 夕  | ---         | 雷頌德      |
| 1997 | 雷頌德          | 林 夕  | ---         | 雷頌德      |
| 1998 | 雷頌德          | 林 夕  | ---         | 雷頌德      |
| 1999 | 雷頌德          | 林 夕  | ---         | 雷頌德      |
| 2000 | 雷頌德          | 林 夕  | ---         | 陳輝陽      |
| 2001 | 陳輝陽          | 林 夕  | 陳輝陽      | 陳輝陽      |
| 2002 | 陳輝陽          | 林 夕  | 陳輝陽      | 陳輝陽      |
| 2003 | 雷頌德          | 林 夕  | 雷頌德      | 雷頌德      |
| 2004 | 雷頌德          | 黃偉文 | 雷頌德      | 雷頌德      |
| 2005 | 雷頌德          | 黃偉文 | 王雙駿      | 雷頌德      |
| 2006 | 雷頌德          | 林 夕  | 雷頌德      | 雷頌德      |
| 2007 | 張繼聰          | 林 夕  | 雷頌德      | 雷頌德      |
| 2008 | 方大同          | 林 夕  | 王雙駿      | 雷頌德      |
| 2009 | 雷頌德          | 林 夕  | 方大同      | 雷頌德      |
| 2010 | 方大同          | 黃偉文 | RubberBand  | 雷頌德      |
| 2011 | 方大同          | 黃偉文 | Eric Kwok   | 舒 文       |
| 2012 | Eric Kwok       | 林 夕  | 馮翰銘      | 舒 文       |
| 2013 | Eric Kwok       | 陳詠謙 | 馮翰銘      | 馮翰銘      |
| 2014 | Eric Kwok       | 陳詠謙 | Johnny Yim  | 舒 文       |
| 2015 | 伍樂城          | 黃偉文 | 馮翰銘      | 舒 文       |
| 2016 | Howie@Dear Jane | 黃偉文 | 馮翰銘      | Edward Chan |
| 2017 | Cousin Fung     | 陳詠謙 | 馮翰銘      | 馮翰銘      |
| 2018 | Cousin Fung     | 陳詠謙 | 王雙駿      | 舒 文       |
| 2019 | Cousin Fung     | 黃偉文 | Edward Chan | Edward Chan |
| 2020 | 林家謙          | 林若寧 | 王雙駿      | 舒 文       |
| 2021 | 林家謙          | 黃偉文 | 林家謙      | Edward Chan |
| 2022 | Gareth.T        | 黃偉文 | 王雙駿      | T-ma        |
| 2023 | 林家謙          | 黃偉文 | 黃兆銘      | Edward Chan |
| 2024 | 林家謙          | 黃偉文 | 黃兆銘      | 陳考威      |

獲叱咤樂壇作曲人/填詞人/編曲人/監製大獎次數排名
| 作曲人姓名      | 次數 | 填詞人姓名 | 次數 | 編曲人姓名  | 次數 | 監製姓名    | 次數 |
| --------------- | ---- | ---------- | ---- | ----------- | ---- | ----------- | ---- |
| 雷頌德          | 11   | 林 夕      | 14   | 馮翰銘      | 5    | 雷頌德      | 12   |
| 林家謙          | 4    | 黃偉文     | 11   | 王雙駿      | 5    | 舒 文       | 6    |
| 倫永亮          | 3    | 陳詠謙     | 4    | 雷頌德      | 4    | 歐丁玉      | 4    |
| 方大同          | 3    | 林振強     | 3    | 陳輝陽      | 2    | Edward Chan | 4    |
| Eric Kwok       | 3    | 周禮茂     | 3    | 黃兆銘      | 2    | 陳輝陽      | 3    |
| Cousin Fung     | 3    | 潘偉源     | 1    | RubberBand  | 1    | 梁榮駿      | 2    |
| 陳輝陽          | 2    | 林若寧     | 1    | Eric Kwok   | 1    | 倫永亮      | 2    |
| 羅大佑          | 1    |            |      | 方大同      | 1    | 馮翰銘      | 2    |
| 黃尚偉          | 1    |            |      | Johnny Yim  | 1    | T-ma        | 1    |
| C.Y.Kong        | 1    |            |      | Edward Chan | 1    | 陳考威      | 1    |
| 張繼聰          | 1    |            |      | 林家謙      | 1    |             |      |
| 盧冠廷          | 1    |            |      |             |      |             |      |
| 伍樂城          | 1    |            |      |             |      |             |      |
| Howie@Dear Jane | 1    |            |      |             |      |             |      |
| Gareth.T        | 1    |            |      |             |      |             |      |

### 叱咤樂壇生力軍
第一屆即1988年起設立，至今共頒發140座。嘉許出眾的生力軍歌手。此獎項賽果由全年叱咤903的冠軍歌數目及歌手知名度作依據，最後得出金、銀、銅獎得主。
- 若該年度候選歌手單位不足，則生力軍獎項不分男歌手、女歌手及組合頒發。
- 不會重複歌手頒發獎項

| 得獎年份 | 得獎歌手／組合 | 得獎歌手／組合 | 得獎歌手／組合     | 得獎歌手／組合 | 得獎歌手／組合 | 得獎歌手／組合   | 得獎歌手／組合 | 得獎歌手／組合 | 得獎歌手／組合  |
| 得獎年份 | 金獎           | 金獎           | 金獎               | 銀獎           | 銀獎           | 銀獎             | 銅獎           | 銅獎           | 銅獎            |
| 得獎年份 | 男             | 女             | 組合               | 男             | 女             | 組合             | 男             | 女             | 組合            |
| -------- | -------------- | -------------- | ------------------ | -------------- | -------------- | ---------------- | -------------- | -------------- | --------------- |
| 1988     | 夢劇院         | 夢劇院         | 夢劇院             | 草 蜢          | 草 蜢          | 草 蜢            | Fundamental    | Fundamental    | Fundamental     |
| 1989     | 王 傑          | 關淑怡         | Echo               | 蘇永康         | 蔡齡齡         | 浮世繪           | 陳德彰         | 王 菲          | 風之Group       |
| 1990     | 曾航生         | 吳婉芳         | Face To Face       | 黎 明          | 韋綺姍         | 新青年           | 蔡濟文         | 彭 羚          | /               |
| 1991     | 李國祥         | 黎明詩         | 張智霖、許秋怡     | 郭富城         | 劉小慧         | Purple Heart     | 劉錫明         | 袁鳳瑛         | 軟硬天師        |
| 1992     | 張衛健         | 葉玉卿         | 劉以達與夢         | 張智霖         | 何婉盈         | 豹小子           | 陸家俊         | 湯寶如         | /               |
| 1993     | 鄭嘉穎         | 王馨平         | /                  | 馬浚偉         | 吳君如         | /                | /              | 許秋怡         | /               |
| 1994     | 古巨基         | 楊采妮         | 風火海             | 孫耀威         | 李蕙敏         | Girl Friends     | 曹永廉         | 吳倩蓮         | 張崇基、張崇德  |
| 1995     | 黃秋生         | 陳慧琳         | Zen                | 陳曉東         | 羅敏莊         | Black Box        | 陳建穎         | 羅 琦          | 天織堂          |
| 1996     | 鄭中基         | 梁詠琪         | Dry                | 陳奕迅         | 郭 靜          | Jackal's Dream   | 李中希         | 楊千嬅         | /               |
| 1997     | 林海峰         | 張惠妹         | 余力機構           | 謝霆鋒         | 李君           | T&T              | 陳小春         | 譚小環         | /               |
| 1998     | 盧巧音         | 盧巧音         | 盧巧音             | /              | /              | /                | /              | /              | /               |
| 1999     | 恭碩良         | 恭碩良         | 恭碩良             | 張栢芝         | 張栢芝         | 張栢芝           | 容祖兒         | 容祖兒         | 容祖兒          |
| 2000     | 張家輝         | 蕭亞軒         | On-Line            | /              | /              | /                | /              | /              | /               |
| 2001     | 周杰倫         | 何韻詩         | Twins              | 鄧健泓         | 傅珮嘉         | 臨記             | 方力申         | 張燊悅         | /               |
| 2002     | 胡彥斌         | 關心妍         | Shine              | 余文樂         | 許哲珮         | at17             | 蕭正楠         | 鄭希怡         | Cookies         |
| 2003     | 林一峰         | 鄭 融          | Boy'z              | 吳浩康         | 王 蓉          | 大頭佛           | 蔡一傑         | 黃 馨          | 2R              |
| 2004     | 劉浩龍         | 薛凱琪         | F.I.R.（飛兒樂團） | 周國賢         | 官恩娜         | Ping Pung        | 房祖名         | 吳日言         | I Love You Boyz |
| 2005     | 側 田          | 衛 蘭          | Soler              | 方大同         | 王菀之         | Krusty           | 張繼聰         | 謝安琪         | Pixel Toy       |
| 2006     | 泳 兒          | 泳 兒          | 泳 兒              | 衛 詩          | 衛 詩          | 衛 詩            | 關楚耀         | 關楚耀         | 關楚耀          |
| 2007     | 洪卓立         | 李卓庭         | HotCha             | 周柏豪         | 鍾舒漫         | 朱凌凌           | 小 肥          | 梁雨恩         | KOLOR           |
| 2008     | 陳偉霆         | G.E.M          | RubberBand         | 狄易達         | 胡杏兒         | Mr.              | 徐 浩          | 方珈悠         | 廿四味          |
| 2009     | 李治廷         | Chita          | /                  | 王梓軒         | 徐子珊         | /                | 洪             | 樂 瞳          | /               |
| 2010     | C AllStar      | C AllStar      | C AllStar          | 糖兄妹         | 糖兄妹         | 糖兄妹           | 林奕匡         | 林奕匡         | 林奕匡          |
| 2011     | 許廷鏗         | 許廷鏗         | 許廷鏗             | 林欣彤         | 林欣彤         | 林欣彤           | 鄭欣宜         | 鄭欣宜         | 鄭欣宜          |
| 2012     | 羅力威         | Kimberley      | Robynn & Kendy     | 馮允謙         | 鄭嘉嘉         | Yellow!          | 林德信         | 陳僖儀         | Super Girls     |
| 2013     | AGA            | AGA            | AGA                | J.Arie         | J.Arie         | J.Arie           | 黃浩琳         | 黃浩琳         | 黃浩琳          |
| 2014     | SIS樂印姊妹    | SIS樂印姊妹    | SIS樂印姊妹        | GJ蔣卓嘉       | GJ蔣卓嘉       | GJ蔣卓嘉         | 鄭俊弘         | 鄭俊弘         | 鄭俊弘          |
| 2015     | 吳業坤         | 吳業坤         | 吳業坤             | JUDE           | JUDE           | JUDE             | 黃淑蔓         | 黃淑蔓         | 黃淑蔓          |
| 2016     | 鄧小巧         | 鄧小巧         | 鄧小巧             | 張美儀         | 張美儀         | 張美儀           | 陳明憙         | 陳明憙         | 陳明憙          |
| 2017     | 顏卓靈         | 顏卓靈         | 顏卓靈             | 王嘉儀         | 王嘉儀         | 王嘉儀           | 余香凝         | 余香凝         | 余香凝          |
| 2018     | 洪嘉豪         | 洪嘉豪         | 洪嘉豪             | 曾樂彤         | 曾樂彤         | 曾樂彤           | 黃 妍          | 黃 妍          | 黃 妍           |
| 2019     | 林家謙         | 林家謙         | 林家謙             | 李靖筠         | 李靖筠         | 李靖筠           | 姜 濤          | 姜 濤          | 姜 濤           |
| 2020     | 柳應廷         | 柳應廷         | 柳應廷             | R.O.O.T        | R.O.O.T        | R.O.O.T          | 盧瀚霆         | 盧瀚霆         | 盧瀚霆          |
| 2021     | 張天賦         | 張蔓姿         | 石山街             | 呂爵安         | 炎明熹         | MC $oHo & KidNey | 曾比特         | 姚焯菲         | P1X3L           |
| 2022     | 李駿傑         | 雲浩影         | COLLAR             | CY陳宗澤       | 張蔓莎         | Lolly Talk       | 黃明德         | kayan9896      | STRAYZ          |
| 2023     | Jeffrey魏浚笙  | 邱彥筒         | Beanies            | 林智樂         | Nancy Kwai     | XiX              | 葉振弘         | sica           | N9              |
| 2024     | 曾傲棐         | 林愷鈴         | VIVA               | Teddy Fan      | 黃健怡         | ROVER            | CotaBoii       | 李芯駖         | OneUp           |

### 非恒常獎項
另外，歷屆的叱咤頒獎禮亦因應當時樂壇流行歌曲種類和電台政策方針，訂立了不同名目的獎項，較為明顯的計有：
- 叱咤樂壇過江龍獎項（1990－1994）——在以播放率計算香港以外國語歌手的播放率，因為該時期國語歌曲在香港頗為流行。

| 年份 | 得獎歌手 | 得獎歌手 | 得獎歌手 |
| 年份 | 金獎     | 銀獎     | 銅獎     |
| ---- | -------- | -------- | -------- |
| 1990 | 張洪量   | 伍思凱   | 庾澄慶   |
| 1991 | 庾澄慶   | 張洪量   | 黑 豹    |
| 1992 | 林志穎   | 優客李林 | 黃鶯鶯   |
| 1993 | 吳奇隆   | 周華健   | 林志穎   |
| 1994 | 吳奇隆   | 周華健   | 蘇慧倫   |

- 四台聯頒音樂大獎（1995－2010）
- 叱咤東方飛碟至尊歌手（1998－2000）
  - 在香港叱咤樂壇流行榜、上海東方流行榜、台灣飛碟榜，全年最高播放率的歌手。

| 得獎年份 | 得獎歌手 |
| -------- | -------- |
| 1998     | 張惠妹   |
| 1999     | 莫文蔚   |
| 2000     | 林憶蓮   |

- 1988年叱咤樂壇風雲人物大獎：張耀榮
- 1988年叱咤樂壇Very Nice大獎：周潤發
- 2001年為配合該年主題的特別獎項「叱咤樂壇15-24歲最喜愛的人人英雄」：陳奕迅
- 2005年疑因避免引起唱片公司間之不滿而取消「雷霆樂壇班霸」大獎
- 2007年叱咤十年特別獎項「叱咤樂壇我最最最最最最最最最最喜愛的歌曲大獎」：K歌之王 - 陳奕迅
- 2012－2013年與微信合作增設投票獎項「WeChat Chit Chat樂壇最熱選歌曲」

| 得獎年份 | 得獎歌曲 | 主唱                  |
| -------- | -------- | --------------------- |
| 2012     | 年少無知 | 林保怡、陳 豪、黃德斌 |
| 2013     | 非凡人生 | 鄭 融                 |

## 歷屆得獎者大贏家
| 年份   | 歌手                                        | 得獎總數 |
| ------ | ------------------------------------------- | --- |
| 1988年 | 葉蒨文＊                                    | 4 獎（4.25 獎）                                                                                                |
| 1989年 | 張國榮、陳慧嫻＊                            | 張：2 獎、陳：2 獎（2.33 獎）                                                                                  |
| 1990年 | 葉蒨文、張洪量、倫永亮＊                    | 葉：2 獎、張：2 獎、倫：1 獎（3 獎）                                                                           |
| 1991年 | 張學友                                      | 4 獎 |
| 1992年 | 張學友                                      | 3 獎 |
| 1993年 | 張學友                                      | 4 獎 |
| 1994年 | 張學友、黎 明                               | 各 5 獎 |
| 1995年 | 張學友                                      | 4 獎 |
| 1996年 | 張學友                                      | 5 獎 |
| 1997年 | 黎 明                                       | 3 獎 |
| 1998年 | 黎 明                                       | 4 獎 |
| 1999年 | 陳奕迅                                      | 5 獎 |
| 2000年 | 許志安                                      | 4 獎 |
| 2001年 | 陳奕迅                                      | 4 獎 |
| 2002年 | 陳奕迅                                      | 4 獎 |
| 2003年 | 梁漢文                                      | 4 獎 |
| 2004年 | 古巨基、楊千嬅＊                            | 古：4 獎、楊：3 獎（4 獎）                                                                                     |
| 2005年 | 陳奕迅＊＃                                  | 6 獎（6.5 獎）                                                                                                 |
| 2006年 | 古巨基                                      | 5 獎 |
| 2007年 | 陳奕迅＊                                    | 4 獎（4.5 獎）                                                                                                 |
| 2008年 | 謝安琪＃                                    | 6 獎 |
| 2009年 | 陳奕迅＊                                    | 5 獎（5.625 獎）                                                                                               |
| 2010年 | 陳奕迅、RubberBand＊                        | 陳：5 獎、R：3 獎（5.5 獎）                                                                                    |
| 2011年 | 方大同＊                                    | 5 獎（連同幕後獎項共獲得 10 獎，為歷年之冠）                                                                   |
| 2012年 | 陳奕迅、方大同                              | 各 3 獎 |
| 2013年 | 陳奕迅＊                                    | 5 獎（5.5 獎）                                                                                                 |
| 2014年 | 謝安琪＊、RubberBand＊                      | 謝：2 獎（3 獎），並以群星名義奪得的「我最喜愛的歌曲」、 R：2 獎（3 獎），並以群星名義奪得的「我最喜愛的歌曲」 |
| 2015年 | Supper Moment、吳業坤                       | 各 3 獎 |
| 2016年 | 容祖兒＊、鄭欣宜                            | 各 3 獎 容：3.5獎 連同至尊唱片監製獎項                                                                         |
| 2017年 | Supper Moment                               | 3 獎 |
| 2018年 | 謝安琪                                      | 3.5 獎 |
| 2019年 | AGA、陳健安、方皓玟＊、Nowhere Boys、許廷鏗 | 各 2 獎 方：4 獎 連同幕後獎項                                                                                  |
| 2020年 | AGA、Dear Jane＊、馮允謙                    | 各 3 獎 D：4 獎 連同至尊唱片監製獎項                                                                           |
| 2021年 | 張敬軒＊、林家謙＊、MIRROR、RubberBand*     | 各 3 獎 張：3.5 獎 連同至尊唱片監製獎項 RubberBand：3.5獎 連同至尊歌曲所有幕後獎項 林：5 獎 連同幕後獎項       |
| 2022年 | 林家謙＊                                    | 8 獎 連同幕後獎項                                                                                              |
| 2023年 | 陳 蕾                                       | 4 獎 |
| 2024年 | 陳卓賢＊、馮允謙＊                          | 4獎 連同幕後獎項                                                                                               |

- ＊標示同獲幕前及幕後獎項的歌手
- ＃標示史上單屆獲最多獎項的歌手
- （　）括號內的得獎數量為連同幕後獎項的數量